# 最低気温記録一覧

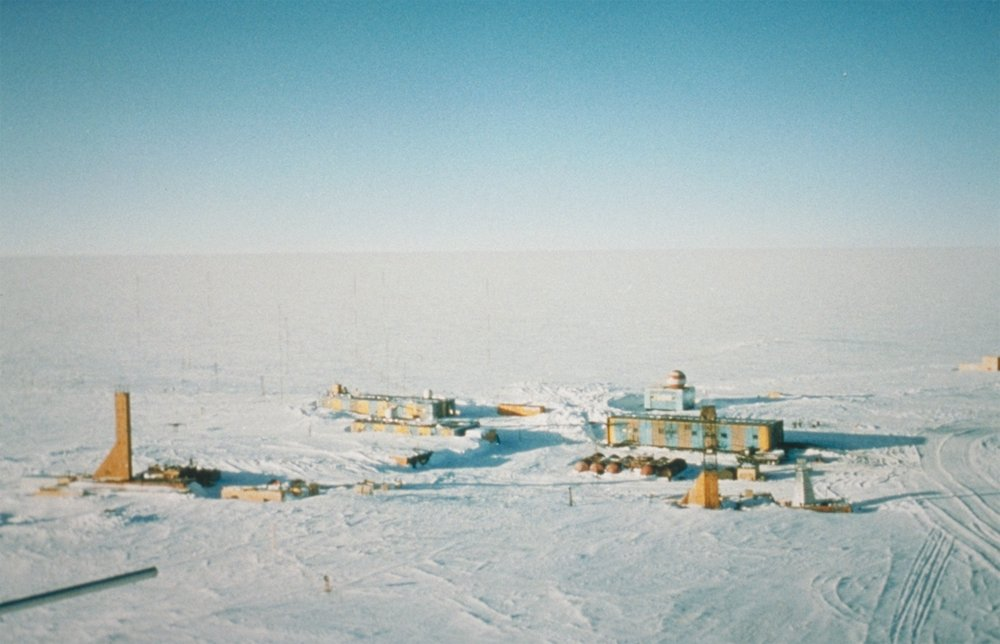
世界最低気温を記録したボストーク基地

最低気温記録一覧（さいていきおんきろくいちらん）は、気象記録一覧から最低気温に関するものを分割した記事である。
各大州の観測史上最低気温

## 観測史上最低気温
表の見方については#表の見方（最低気温と共通）を参照せよ。

### アフリカ

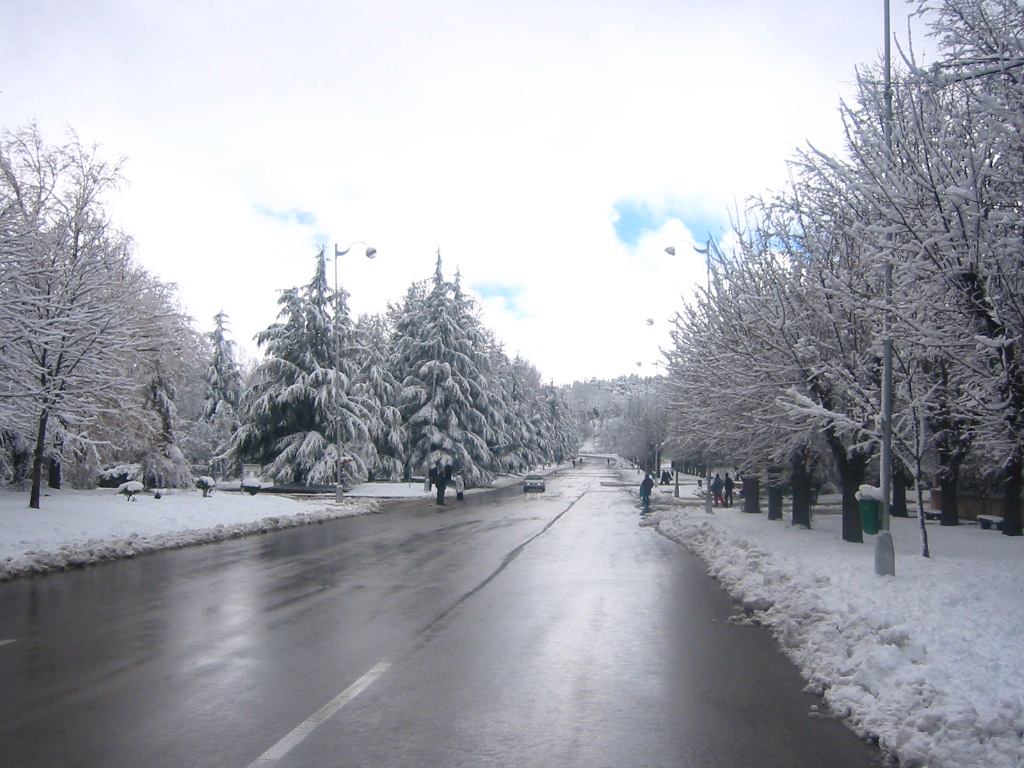
アフリカの観測史上最低気温を記録したモロッコのイフレン

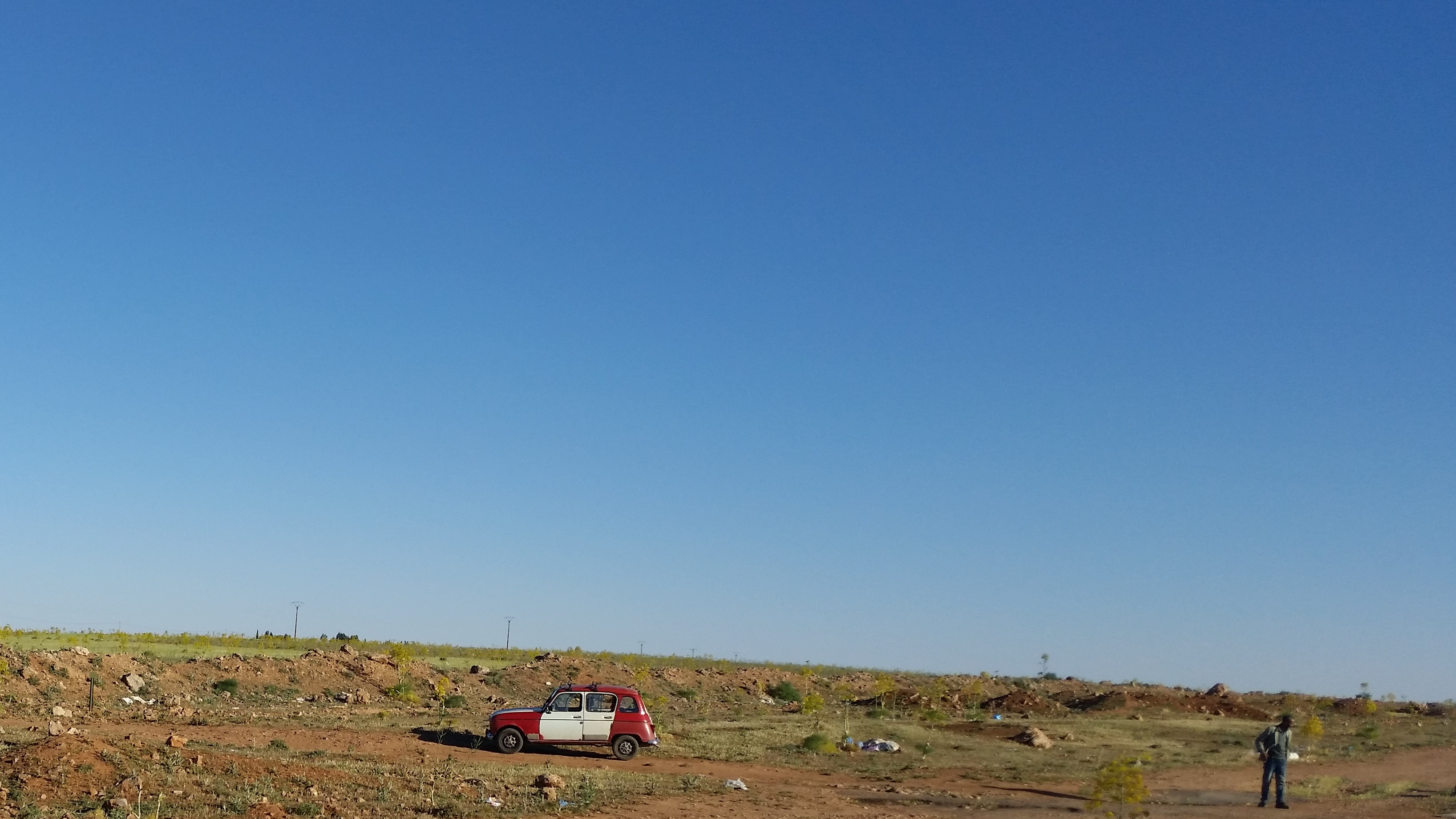
アルジェリアの観測史上最低気温を記録したメシェリア

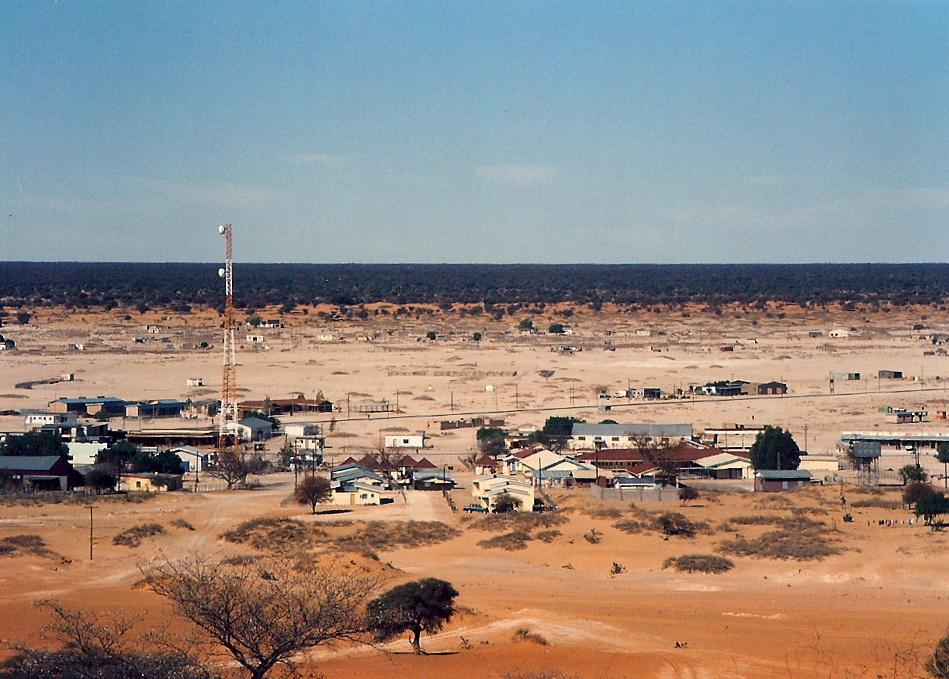
ボツワナの観測史上最低気温を記録したツァボン

| 国/地域                                   | 気温   | 町/地点                                                                              | 年月日               |
| ----------------------------------------- | ------ | ------------------------------------------------------------------------------------ | -------------------- |
| アルジェリア                              | -13.8℃ | ナーマ県メシェリア地区メシェリア                                                     | 2005年1月28日        |
| ブルキナファソ                            | 5℃     | サヘル地方ウダラン県マルコワ郡マルコワ                                               | 1975年1月            |
| ボツワナ                                  | -15.0℃ | カラハリ地区ツァボン                                                                 | 不明                 |
| エスワティニ（スワジランド）              | -6.7℃  | ルボンボ地方ビッグ・ベンド                                                           | 不明                 |
| ガンビア                                  | 4.0℃   | ガンビア川下流地方西ジャラ地区ジェノイ                                               | 2003年               |
| ガーナ                                    | 11.0℃  | アシャンティ州クマシ都市圏郡タフォ                                                   | 不明                 |
| ギニア                                    | 2.5℃   | マムー州ピタ県ベアイング                                                             | 1982年1月2日         |
| レソト                                    | -21.0℃ | 不明                                                                                 | 不明                 |
| マダガスカル                              | -1.0℃  | アンタナナリボ州バキナンカラチャ地域圏アンツィラベ第1地区アンツィラベ                | 不明                 |
| モロッコ （当時はフランス保護領モロッコ） | -23.9℃ | フェズ＝メクネス地方イフレン州イフレン                                               | 1935年2月11日        |
| ニジェール                                | -2.4℃  | アガデス州ビルマ県ビルマ                                                             | 1995年1月13日        |
| レユニオン                                | -5.0℃  | サン・ブノワ郡サン・ブノワ第2小郡サント・ローズ（ベルコンブ峠）                      | 1975年9月10日        |
| 南アフリカ                                | -20.1℃ | バッフェルスフォンテン農園（東ケープ州クリスハニ郡エノクムギジマ自治体モルテノ近く） | 2013年8月23日        |
| スーダン                                  | -1.0℃  | ダルフール地方中部ダルフール州ザリンゲイ                                             | 1961年12月 1962年1月 |

### 南極
| 国/地域 | 気温   | 町/地点                                                    | 年月日        |
| ------- | ------ | ---------------------------------------------------------- | ------------- |
| 南極    | -89.2℃ | ボストーク基地（プリンセス・エリザベス・ランド、南極高原） | 1983年7月21日 |
| 南極点  | -82.8℃ | アムンゼン・スコット基地                                   | 1982年6月23日 |

### アジア
略称:IR→イラン、以→イスラエル、KW→クウェート、IQ→イラク、PK→パキスタン、SA→サウジアラビア、OM→オマーン、QA→カタール、TM→トルクメニスタン、JO→ヨルダン、AS→アフガニスタン、叙→シリア、香→カザフスタン、土→トルコ、TG→タジキスタン、緬→ミャンマー、NP→ネパール、AZ→アゼルバイジャン、BD→バングラデシュ、KG→キルギス、蒙→モンゴル、AM→アルメニア、越→ベトナム、柬→カンボジア、老→ラオス、尼→インドネシア、馬→マレーシア、不→ブータン、星→シンガポール、MV→モルディブ、朝→北朝鮮、UAE→アラブ首長国連邦

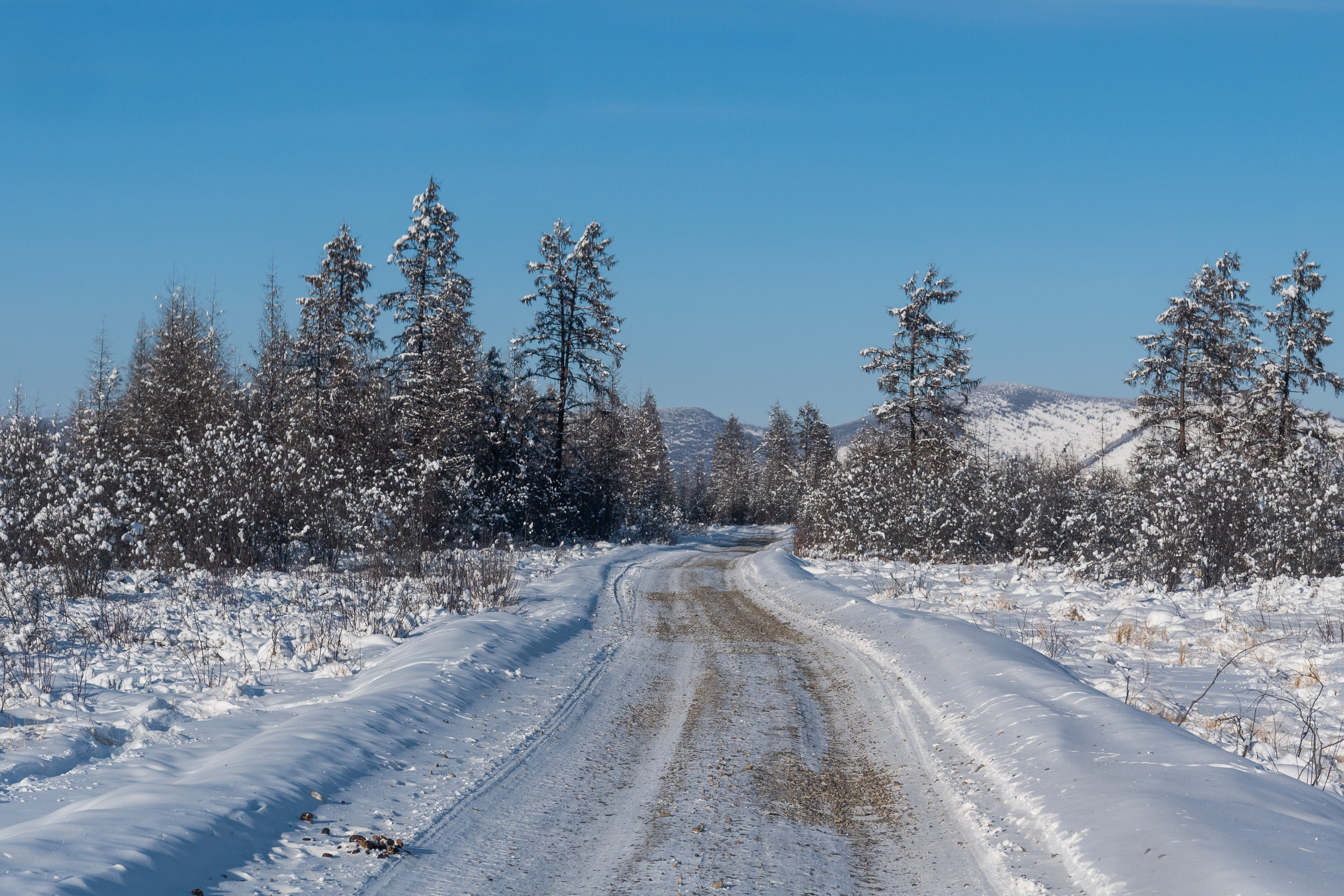
アジアの観測史上最低気温を記録したロシアのオイミャコン

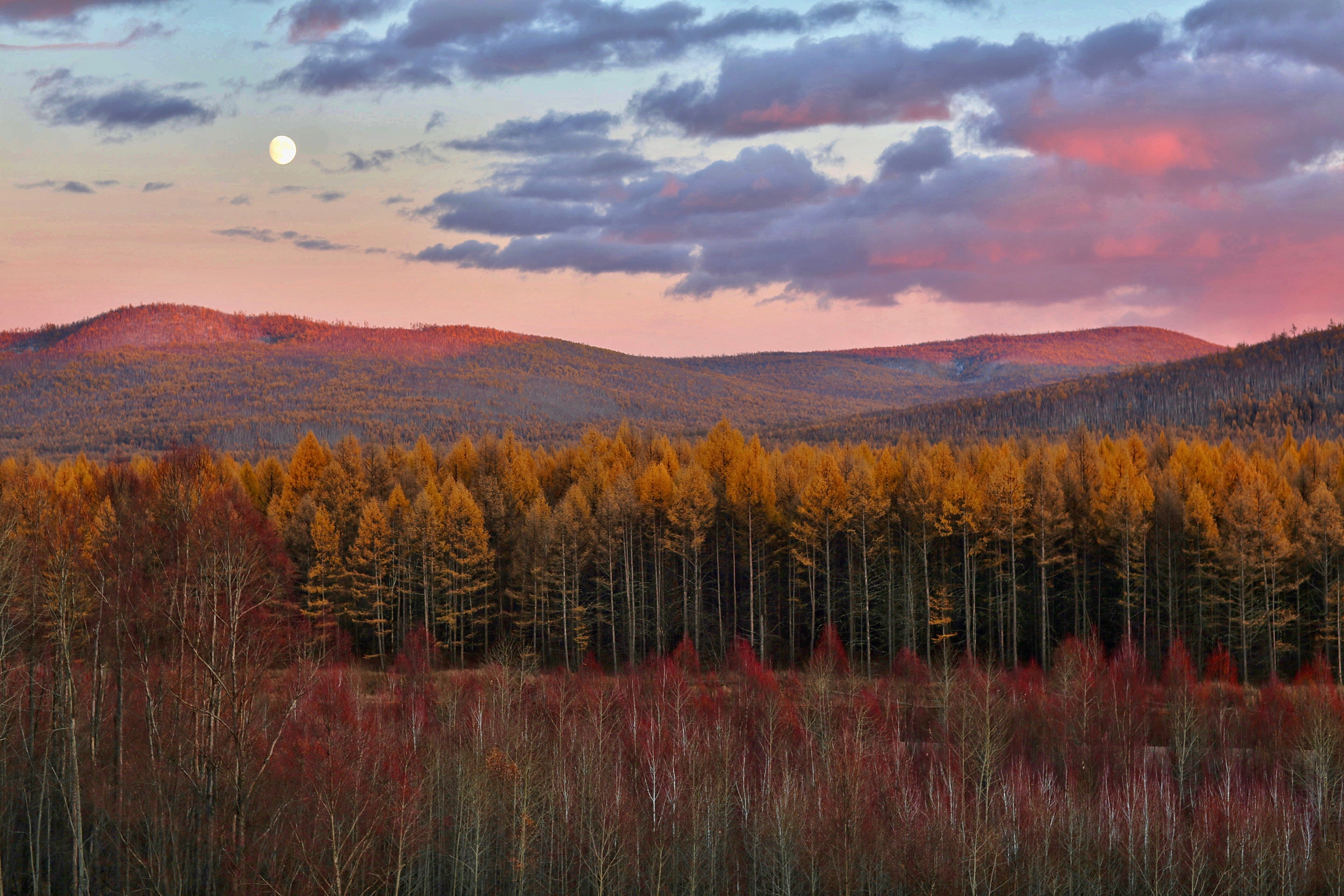
中華人民共和国の観測史上最低気温を記録した根河市

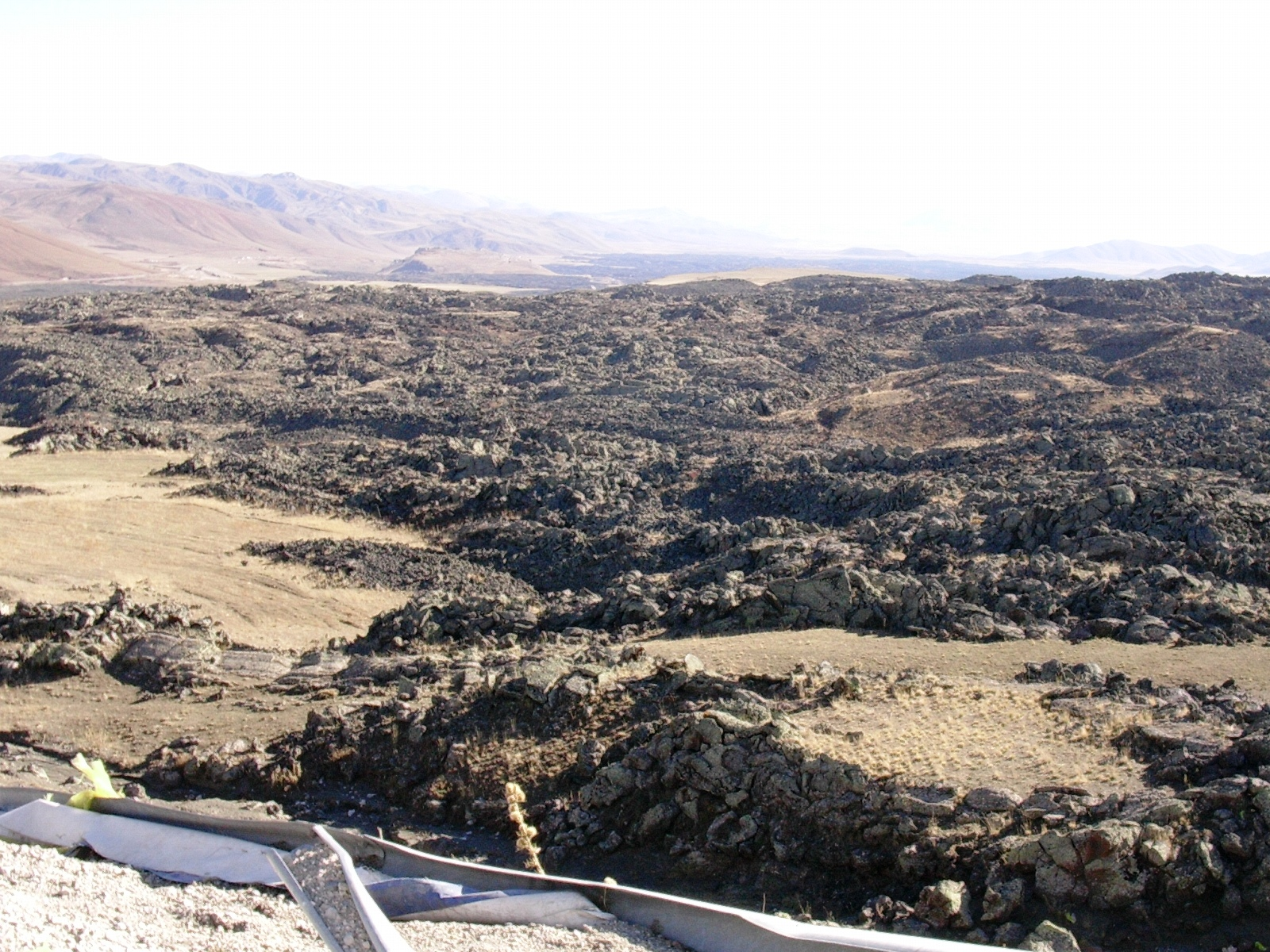
トルコの観測史上最低気温を記録したチャルドゥラン

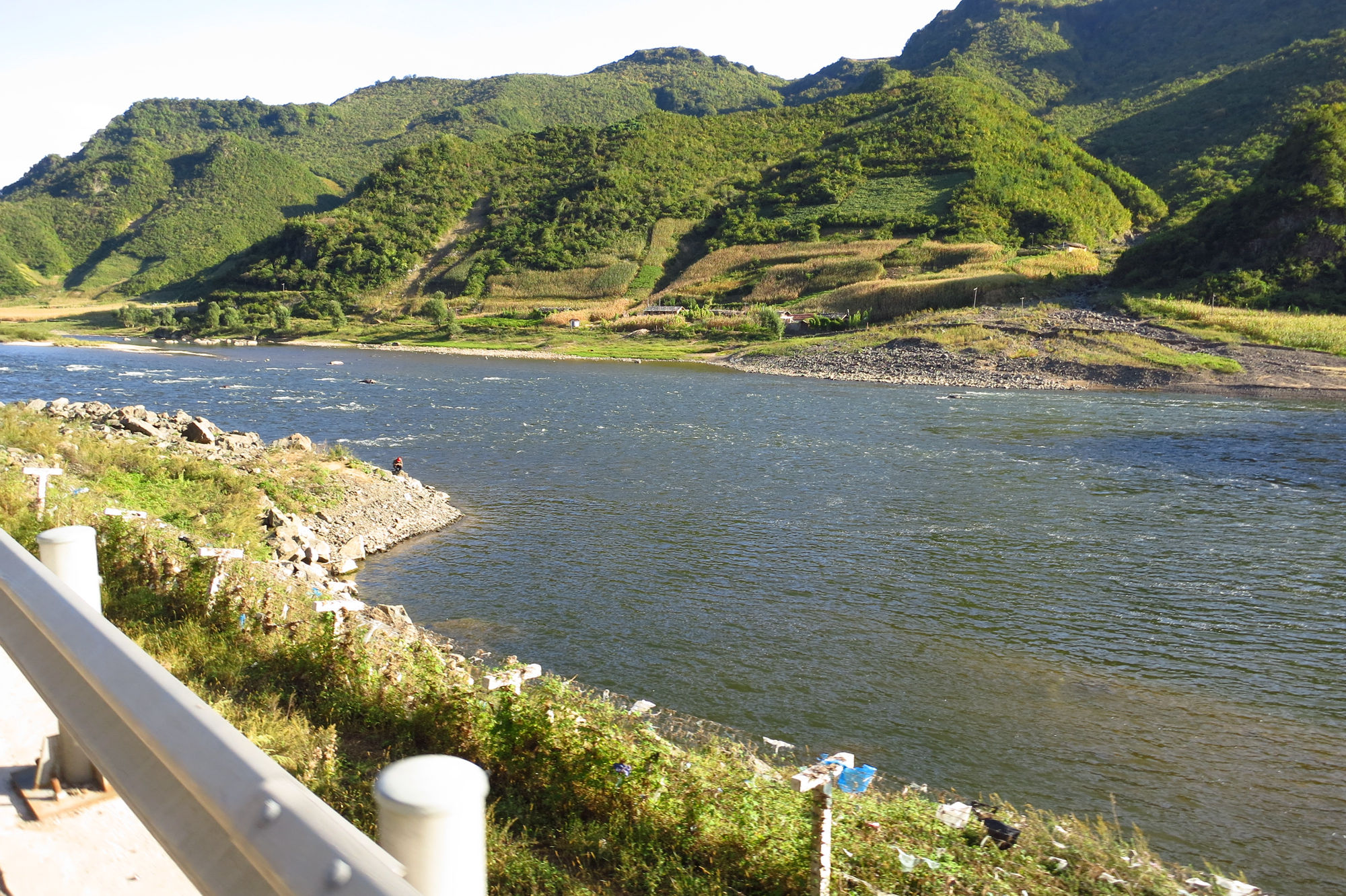
北朝鮮の観測史上最低気温を記録した中江郡

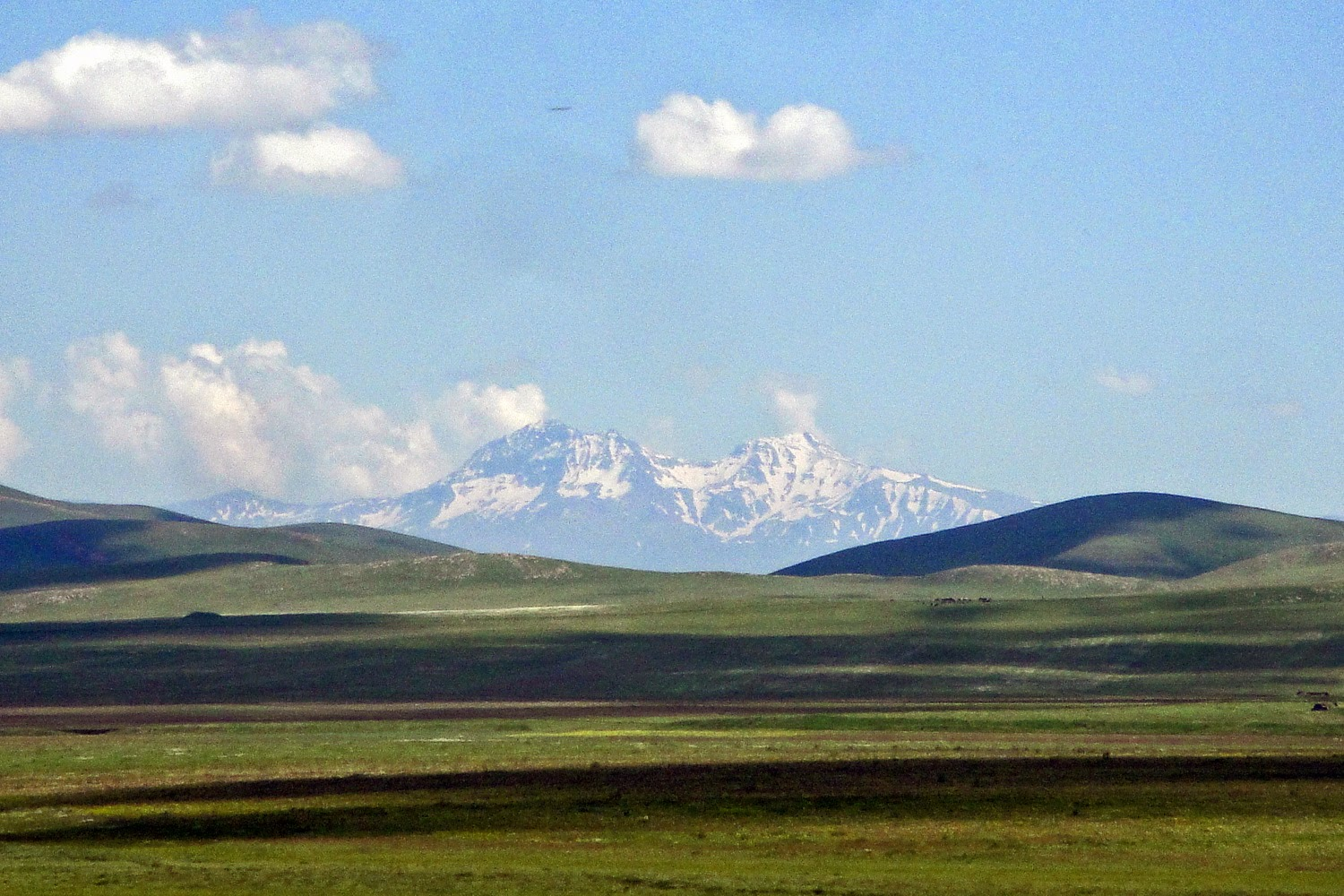
アルメニアの観測史上最低気温を記録したシャラク地区

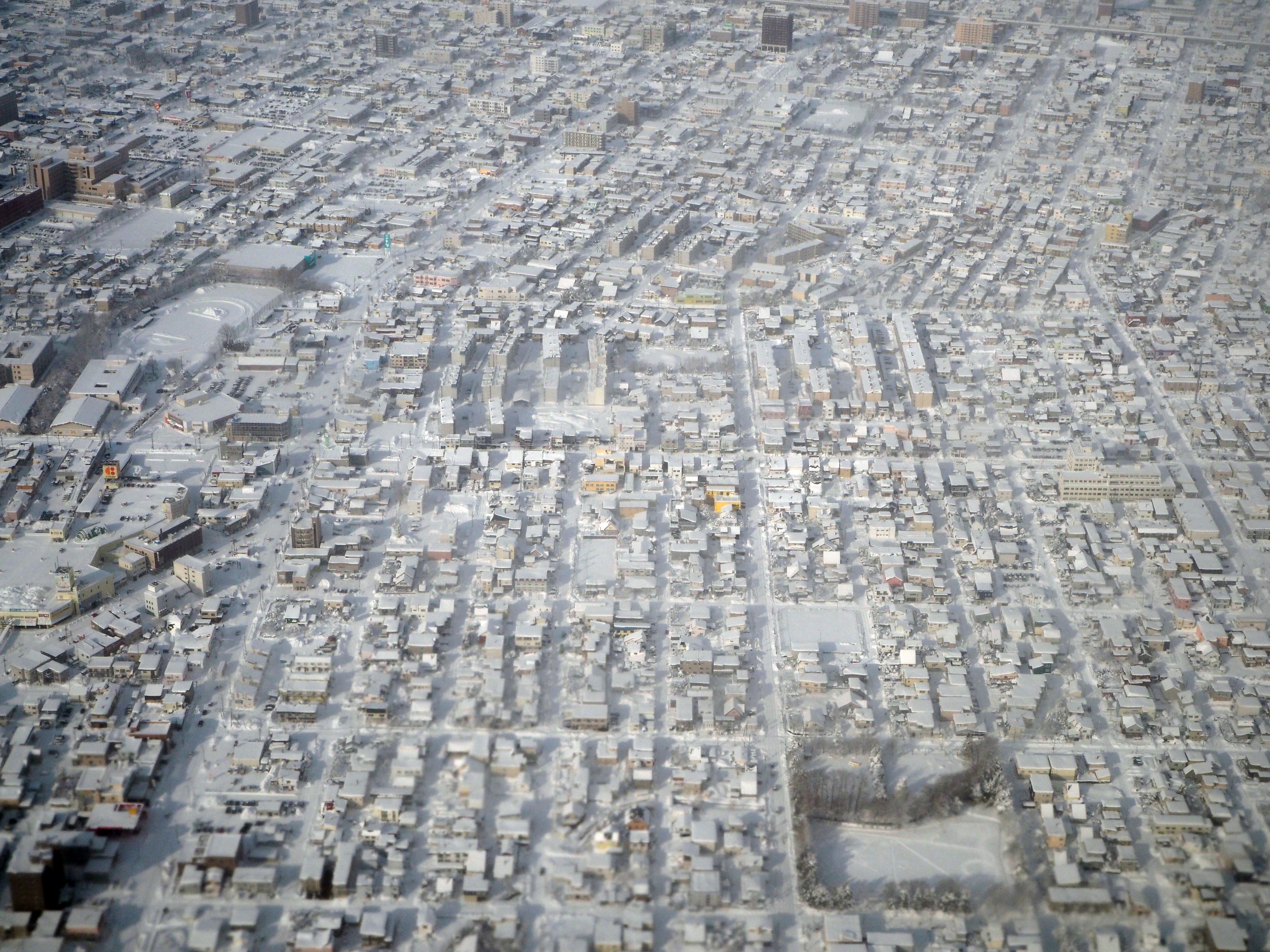
日本の気象官署・アメダスにおける観測史上最低気温を記録した旭川市

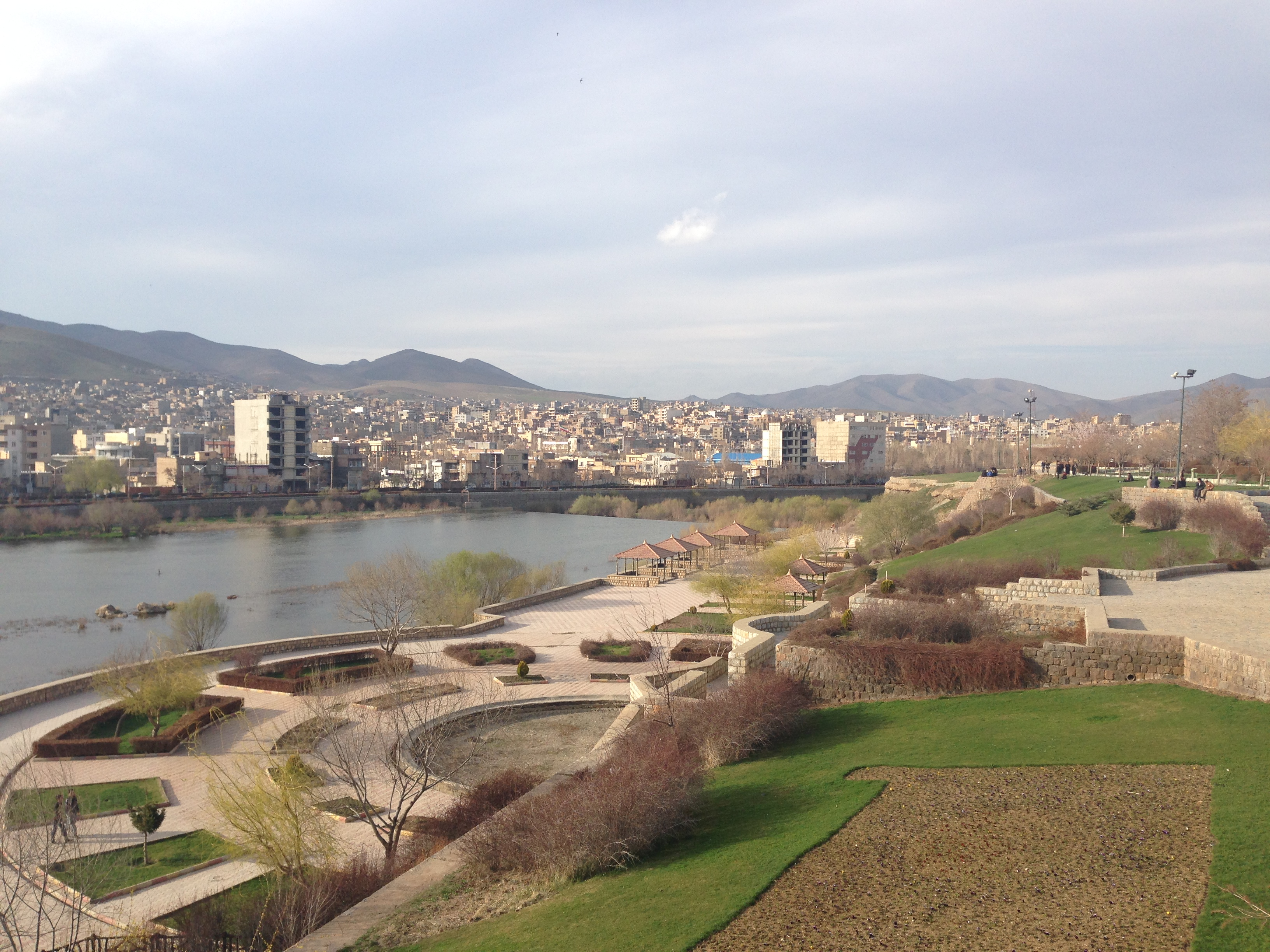
イランの観測史上最低気温を記録したサッゲズ

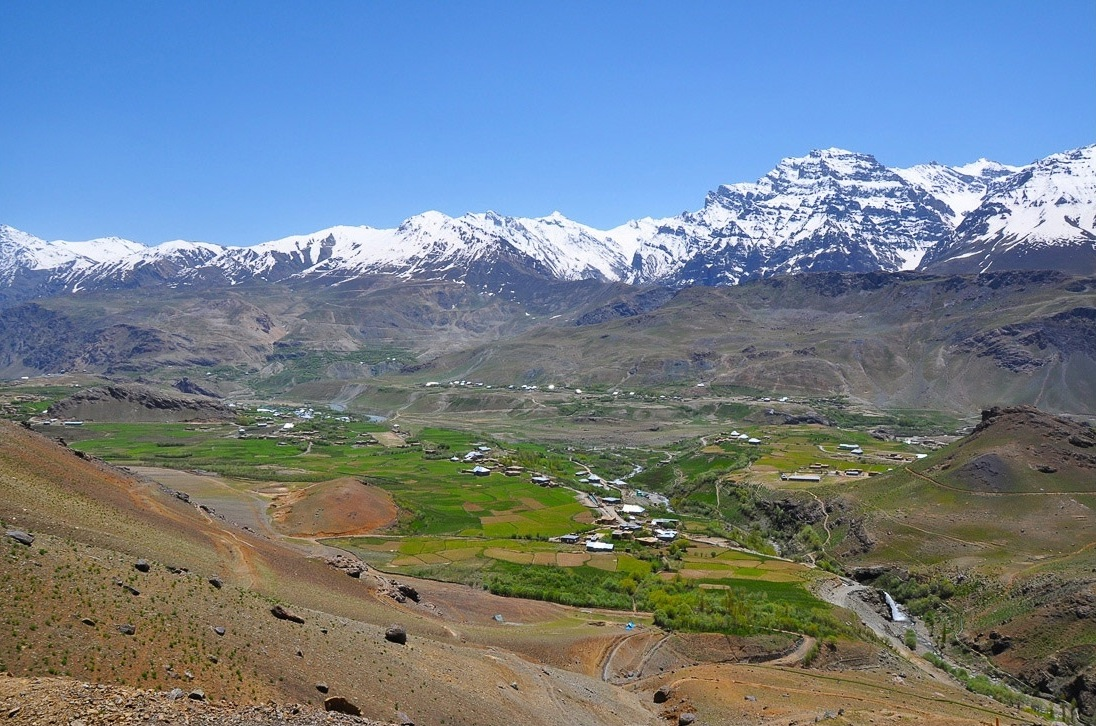
インドの観測史上最低気温を記録したドラス

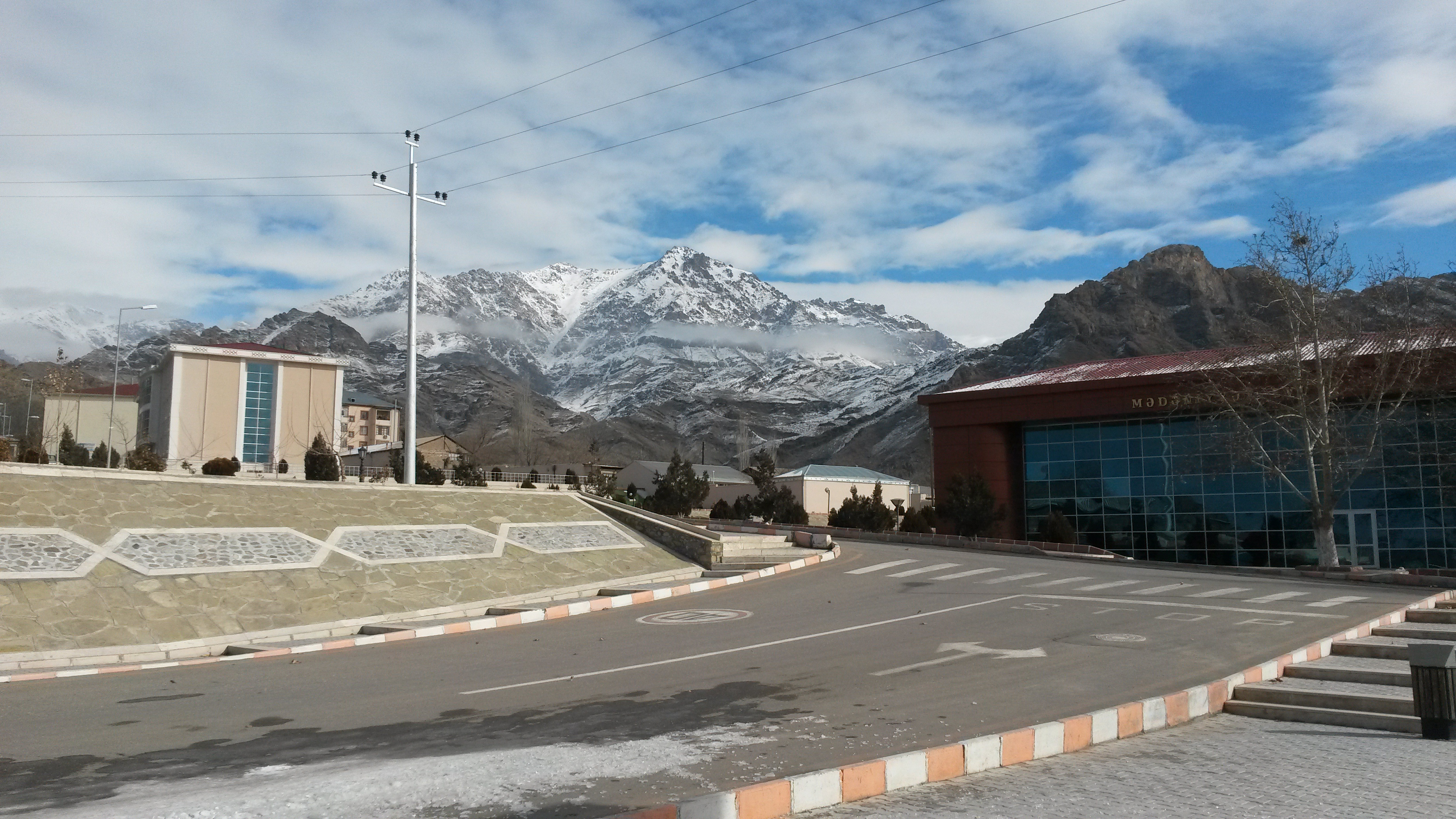
アゼルバイジャンの観測史上最低気温を記録したオルドゥバッド

| 国/地域                                                                                                  | 気温   | 町/地点 | 年月日                    |
| --- | ------ | --- | ------------------------- |
| アフガニスタン                                                                                           | -52.2℃ | ゴール州シャラク地区                                                                                       | 1964年1月                 |
| アルメニア (当時はソビエト連邦のアルメニア・ソビエト社会主義共和国)                                      | -42.0℃ | シラク地方ベルダシェン地区パグハクン並びに同地方シャラク地区                                               | 1961年                    |
| アゼルバイジャン                                                                                         | -33.0℃ | ナヒチェヴァン自治共和国ジュルファ県ジュファ・同自治共和国オルドゥバッド地区オルドゥバッド                 | 不明                      |
| バングラデシュ（当時はイギリス領インド帝国のベンガル管区                                                 | 2.6℃   | ロンプール管区ポンチョゴル地区テトゥリア                                                                   | 2018年1月8日              |
| ブータン                                                                                                 | -13.5℃ | ブムタン県チホエクホル地区ジャカル                                                                         | 2013年                    |
| 中国 | -58℃   | 内モンゴル自治区フルンボイル地級市根河市                                                                   | 2009年12月31日            |
| カンボジア                                                                                               | 7℃     | モンドルキリ州、ラタナキリ州、プリアヴィヒア州                                                             | 2007年1月29日             |
| 香港 | -6.0℃  | 新界の荃湾区と大埔区の区界（大帽山）                                                                       | 2016年1月24日             |
| インド                                                                                                   | -45.0℃ | ラダック連邦直轄領カルギル地区ドラス                                                                       | 1995年1月9日              |
| イラン                                                                                                   | -36.0℃ | コルデスターン州サッゲズ郡中央地区サッゲズ                                                                 | 1972年                    |
| イスラエル                                                                                               | -14.2℃ | 北部地区ゴラン地域議会管内（ゴラン高原）メロムゴラン                                                       | 2015年1月10日             |
| 日本 | -41.0℃ | 北海道旭川市（旭川地方気象台）                                                                             | 1902年1月25日             |
| ヨルダン                                                                                                 | -16.0℃ | マアーン県ショーバック                                                                                     | 2013年12月15日            |
| カザフスタン                                                                                             | -57.0℃ | アクモラ州アトバサル地区アトバサル                                                                         | 不明                      |
| クウェート                                                                                               | -4.8℃  | ジャハラー県サルミ                                                                                         | 2009年1月3日              |
| キルギス                                                                                                 | -53.6℃ | フェルガナ盆地                                                                                             | 不明                      |
| マレーシア                                                                                               | 7.8℃   | パハン州キャメロンハイランド                                                                               | 1978年2月1日              |
| モルディブ                                                                                               | 17.2℃  | マレ諸島フルレ島（ヴェラナ国際空港）                                                                       | 1978年4月11日             |
| モンゴル                                                                                                 | -55.3℃ | オブス県ズンゴビ地区                                                                                       | 1976年12月31日            |
| ミャンマー                                                                                               | -6.0℃  | チン州ハカ地区ハカ区ハカ                                                                                   | 1990年12月30日            |
| ネパール                                                                                                 | -45℃   | 東部開発区域サガルマタ県                                                                                   | 不明                      |
| 朝鮮民主主義人民共和国 (当時は日本統治時代の朝鮮)                                                        | -43.6℃ | 慈江道中江郡                                                                                               | 1933年1月12日             |
| パキスタン                                                                                               | -24℃   | ギルギット・バルティスタン州バルティスタン地域 スカルドゥ地区スカルドゥ                                    | 1995年1月7日              |
| フィリピン                                                                                               | 6.3℃   | ルソン島コルディリェラ行政地域バギオ                                                                       | 1961年1月18日             |
| カタール                                                                                                 | 1.5℃   | ライヤーン地方第96地区アブサムラ                                                                           | 2017年2月5日              |
| ロシア (シベリア) (1892年当時は帝政ロシア、1933年当時はソビエト連邦のロシア・ソビエト連邦社会主義共和国) | -67.8℃ | ヴェルホヤンスキー地区ベルホヤンスク オイミャコン地区第1ボロゴンスキー区オイミャコン（両地ともサハ共和国） | 1892年2月7日 1933年2月6日 |
| サウジアラビア                                                                                           | -12.0℃ | 北部国境州トゥライフ地区トゥライフ                                                                         | 不明                      |
| シンガポール                                                                                             | 19.0℃  | 東部地域パヤ・レバー                                                                                       | 1989年2月14日             |
| 韓国 | -32.6℃ | 京畿道楊平郡                                                                                               | 1981年1月5日              |
| シリア                                                                                                   | -23.0℃ | イドリブ県イドリブ郡イドリブ地区イドリブ                                                                   | 1951年1月                 |
| 台湾 | -18.4℃ | 南投県信義郷・嘉義県阿里山郷・高雄市桃源区の境界（玉山）                                                   | 1970年1月31日             |
| タイ | -1.4℃  | イーサーン（北東）地方サコンナコーン県                                                                     | 1974年1月2日              |
| トルコ                                                                                                   | -46.4℃ | 東アナトリア地方ヴァン県チャルドゥラン                                                                     | 1990年1月9日              |
| トルクメニスタン                                                                                         | -36.0℃ | ダショグズ州                                                                                               | 不明                      |
| アラブ首長国連邦                                                                                         | -5.4℃  | ラアス・アル＝ハイマ首長国ラアス・アル＝ハイマ市（イェベル・ヤイス山）                                     | 2017年2月3日              |
| ベトナム (当時はベトナム民主共和国<北ベトナム>)                                                          | -6.1℃  | 西北部ラオカイ省サパ                                                                                       | 1974年1月4日              |

### ヨーロッパ
略称:希→ギリシャ、葡→ポルトガル、西→スペイン、BA→ボスニア・ヘルツェゴビナ、CY→キプロス、北→北マケドニア、勃→ブルガリア、塞→セルビア、ME→モンテネグロ、羅→ルーマニア、阿→アルバニア、MT→マルタ、克→クロアチア、摩→モルドバ、烏→ウクライナ、洪→ハンガリー、白→ベルギー、瑞→スイス、盧→ルクセンブルク、SI→スロベニア、蘭→オランダ、VA→バチカン、墺→オーストリア、捷→チェコ、SM→サンマリノ、SK→スロバキア、波→ポーランド、白露→ベラルーシ、典→スウェーデン、良→ラトビア、立→リトアニア、芬→フィンランド、丁→デンマーク、EE→エストニア、諾→ノルウェー、愛→アイルランド、氷→アイスランド

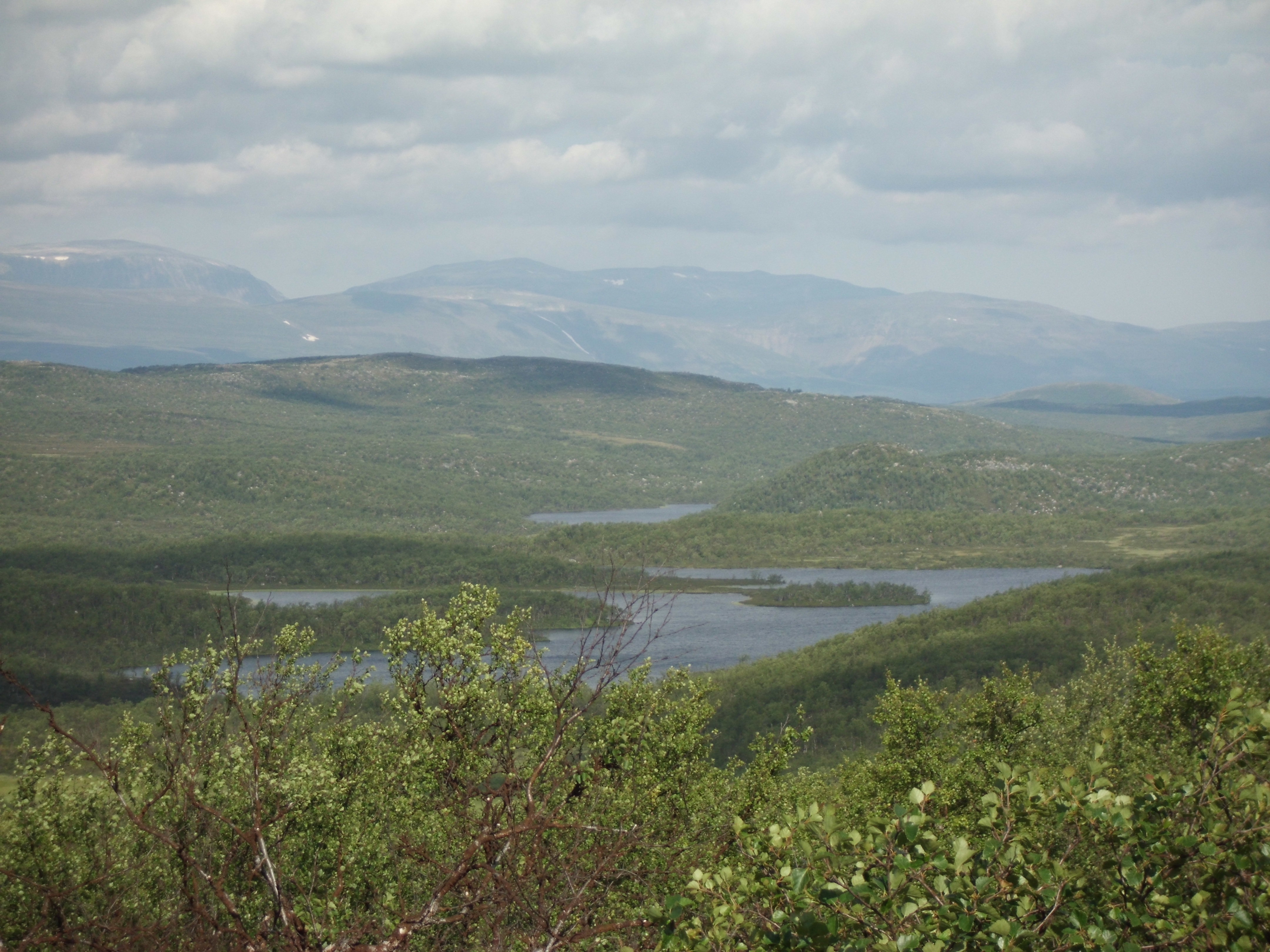
ノルウェーの観測史上最低気温を記録したカラショーク

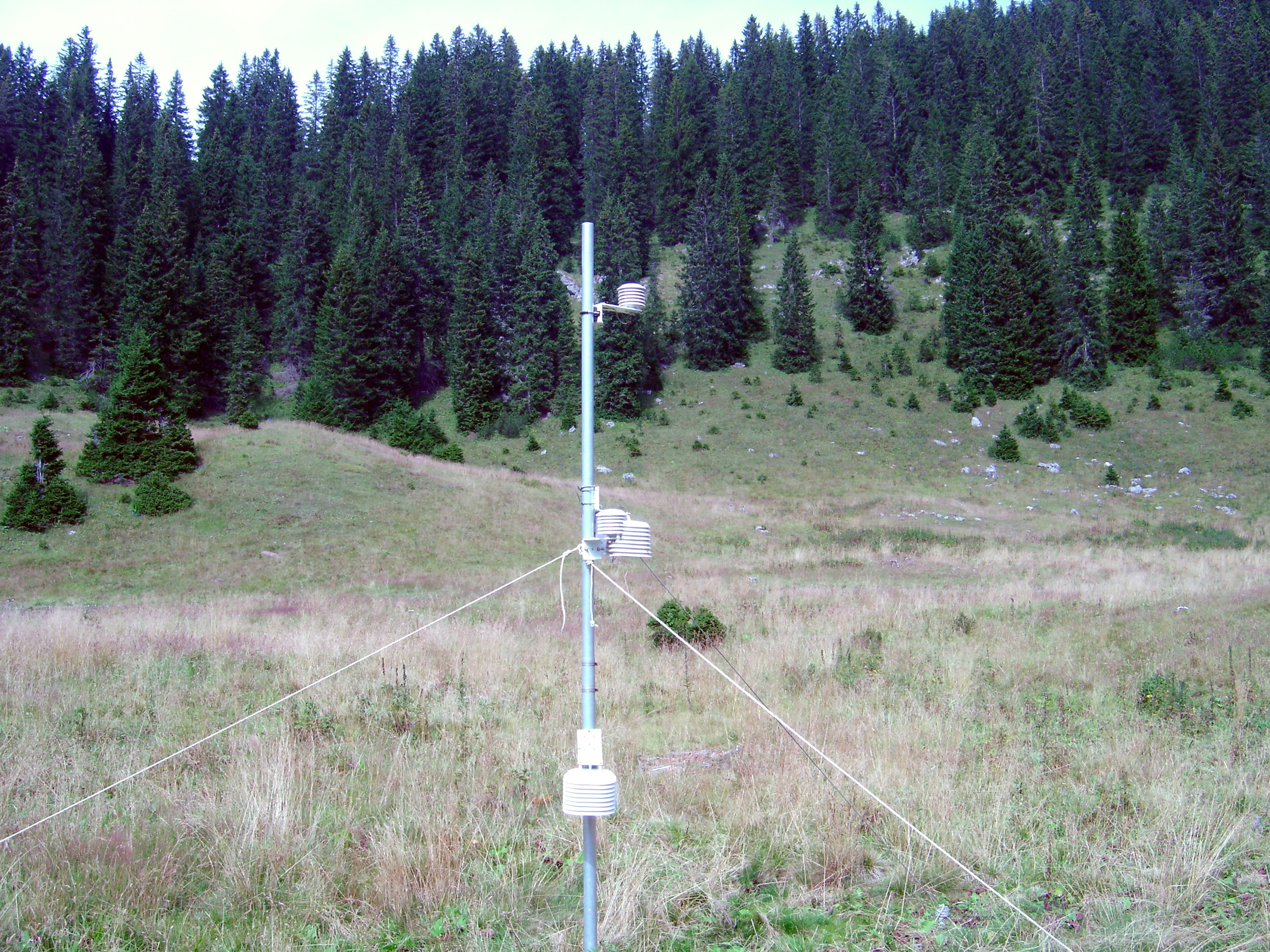
オーストリアの観測史上最低気温を記録したグリューンロッホ山

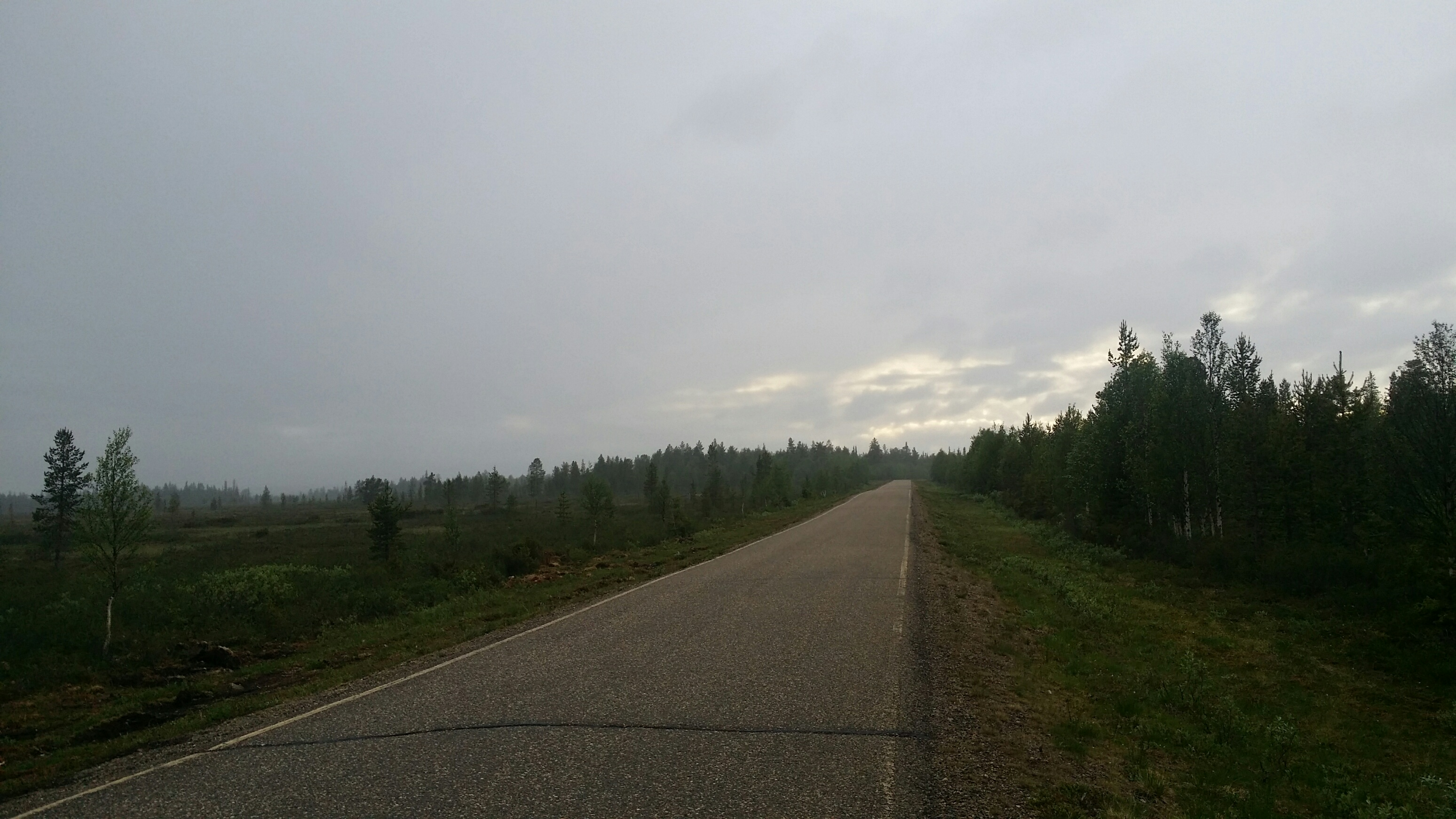
フィンランドの観測史上最低気温を記録したポッカ

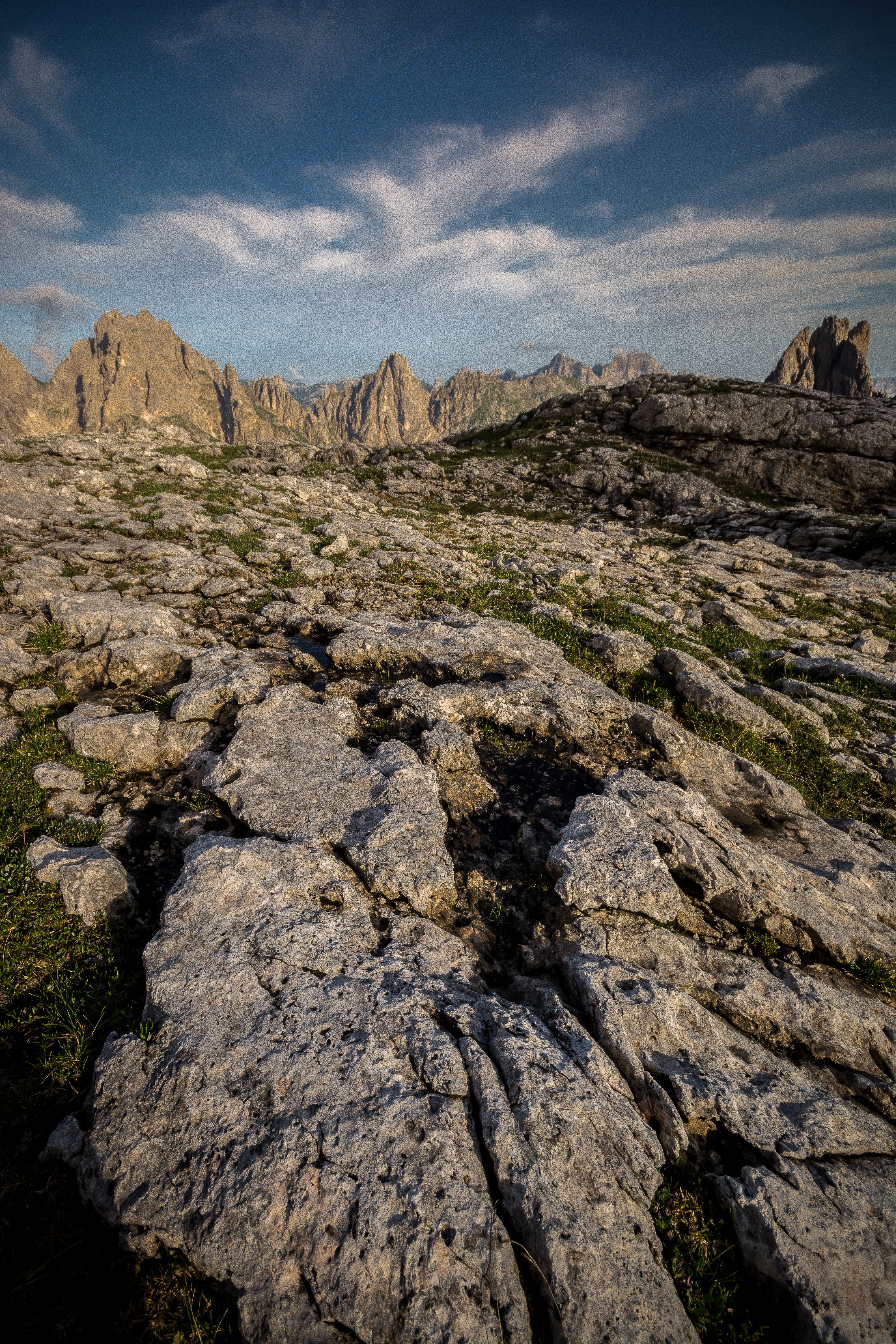
イタリアの観測史上最低気温を記録したフラドゥスタ山

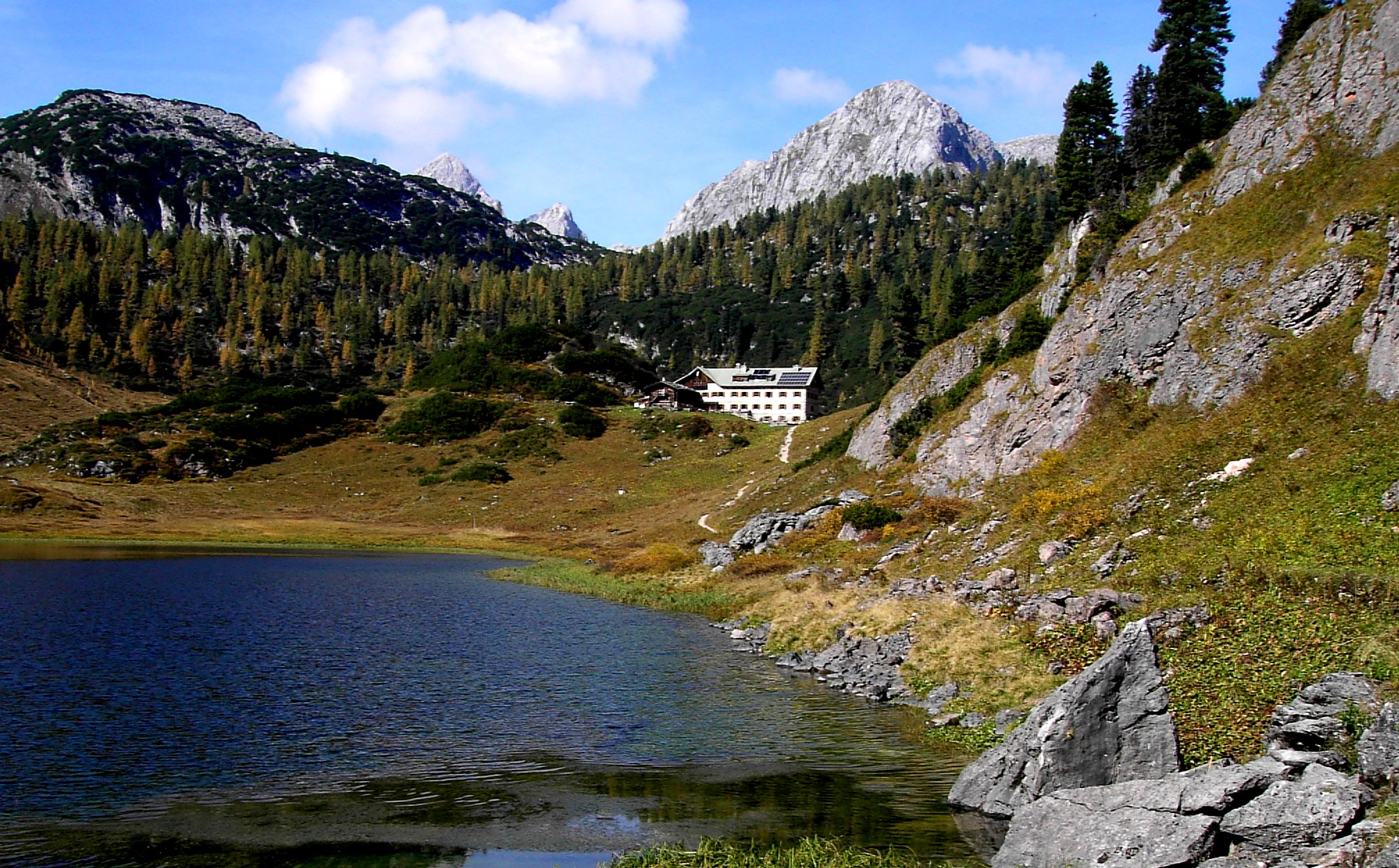
ドイツの観測史上最低気温を記録したフンテン湖

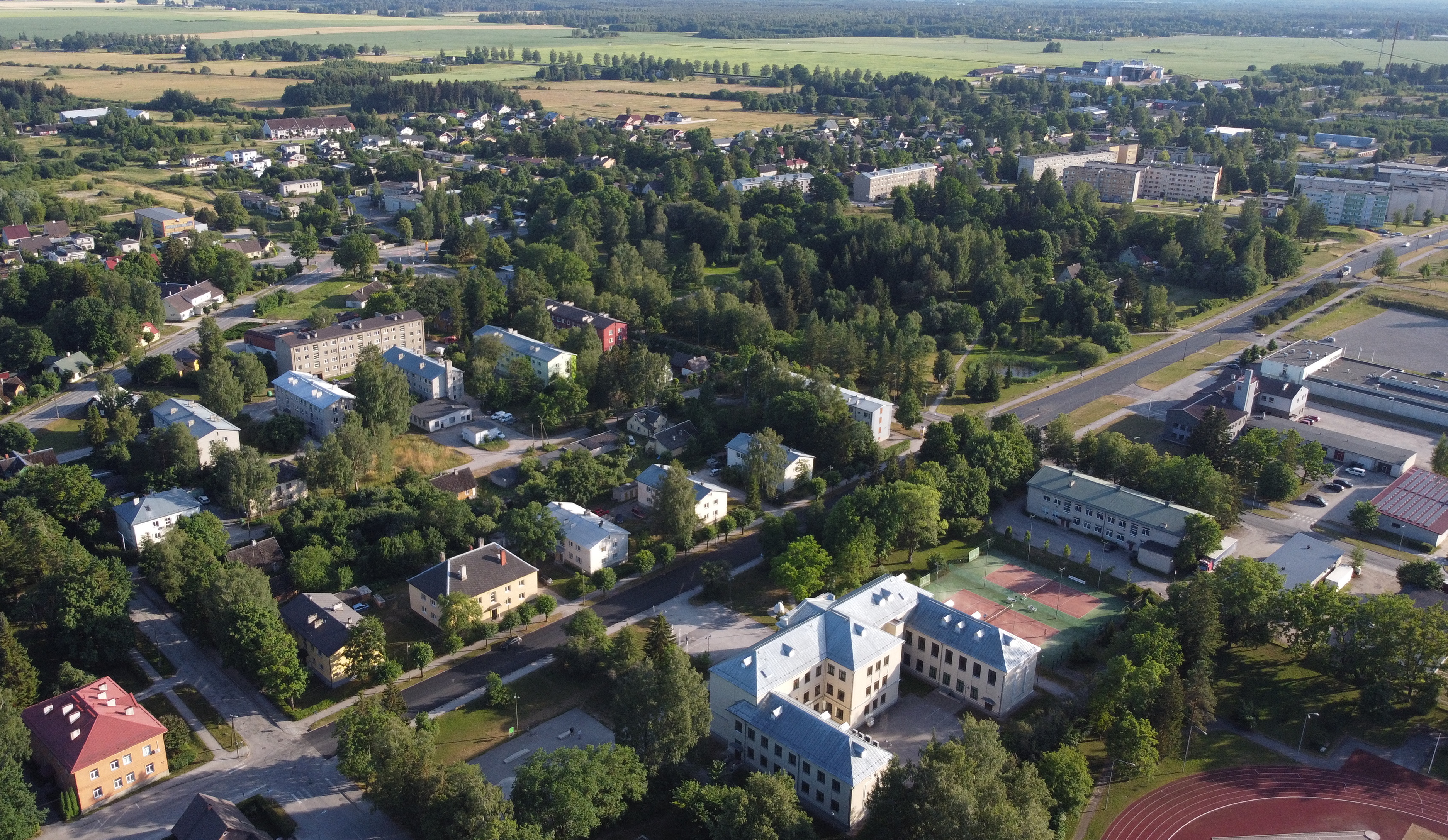
エストニアの観測史上最低気温を記録したヨゲヴァ

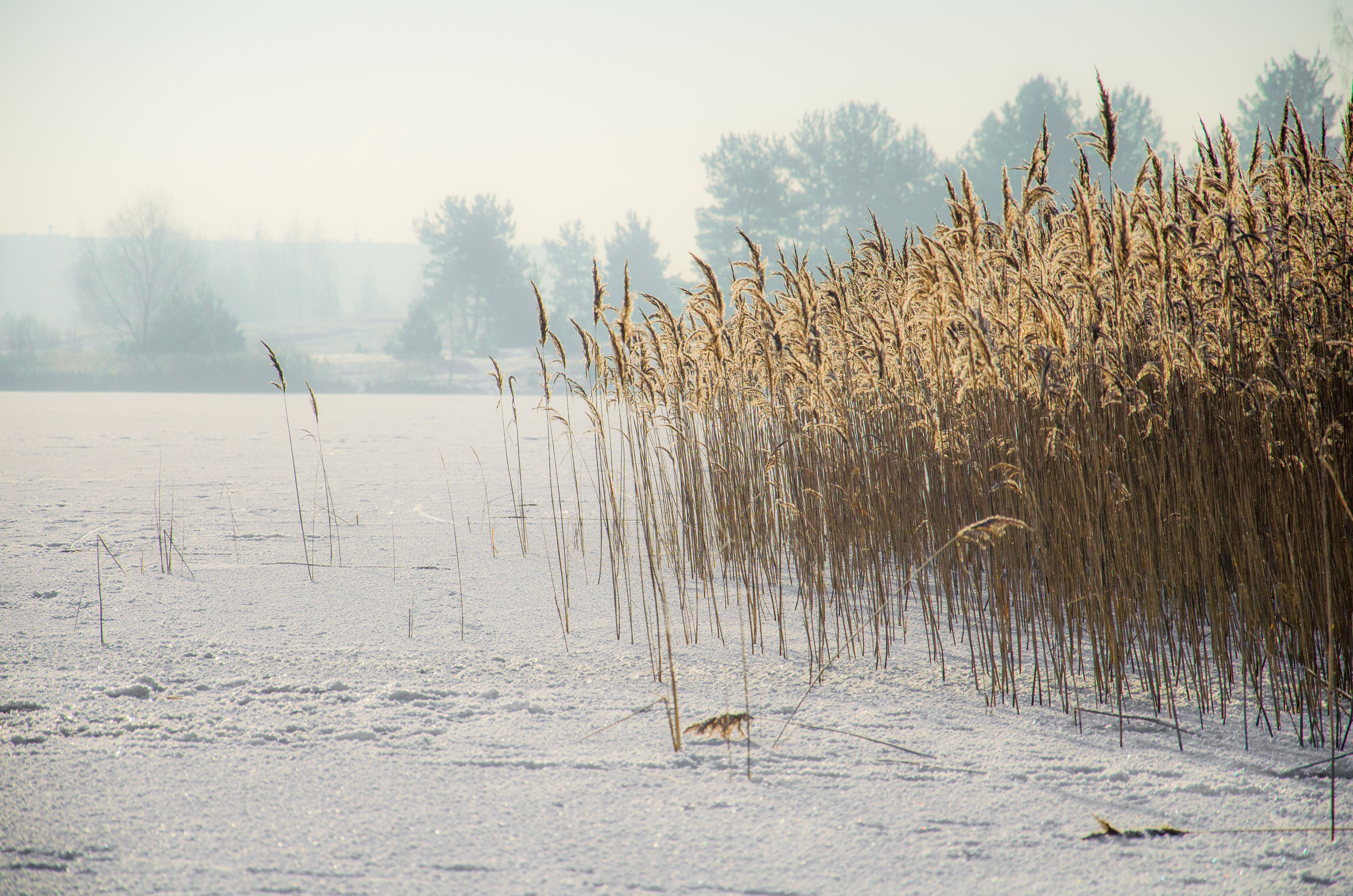
ラトビアの観測史上最低気温を記録したダウガフピルス

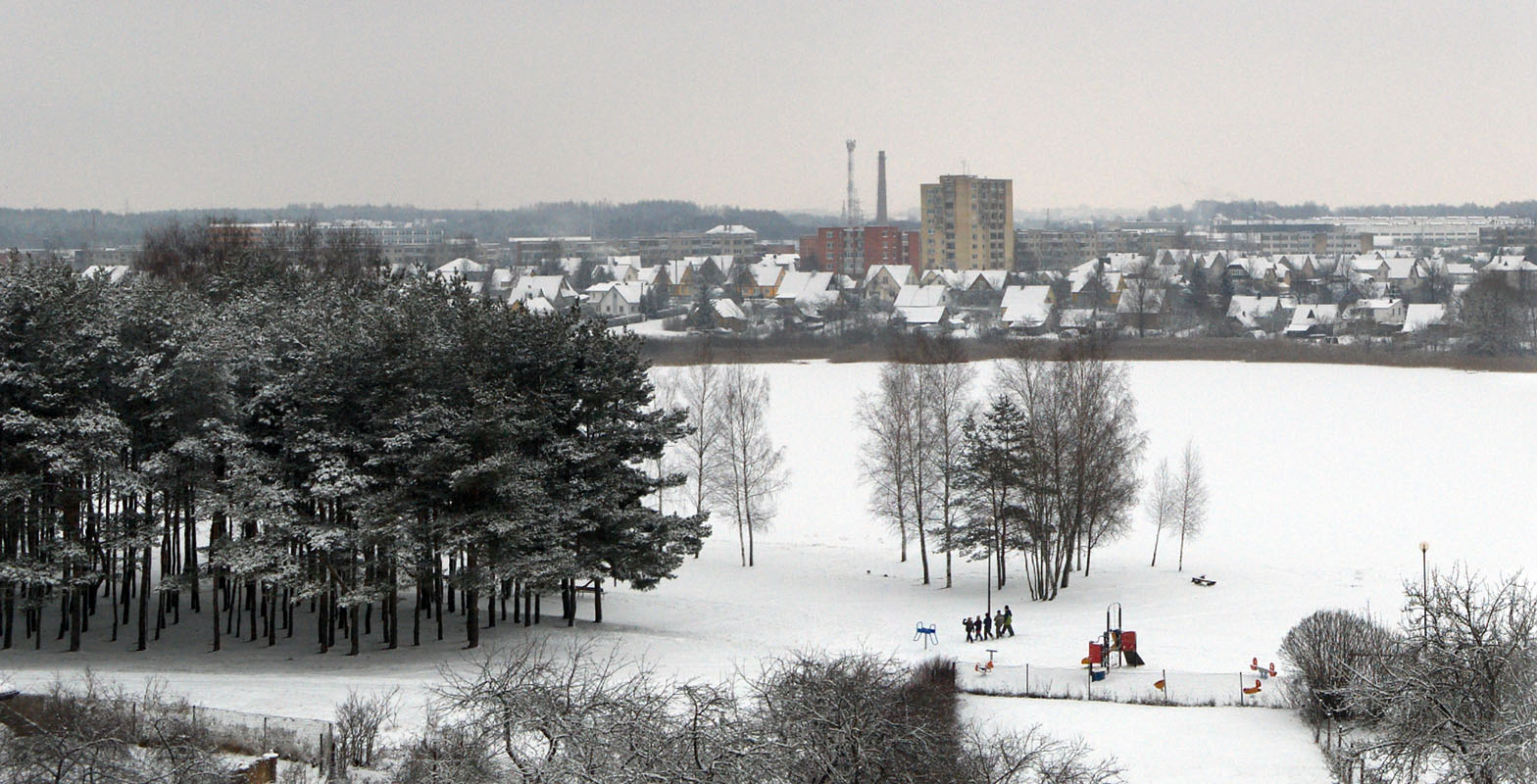
リトアニアの観測史上最低気温を記録したウテナ

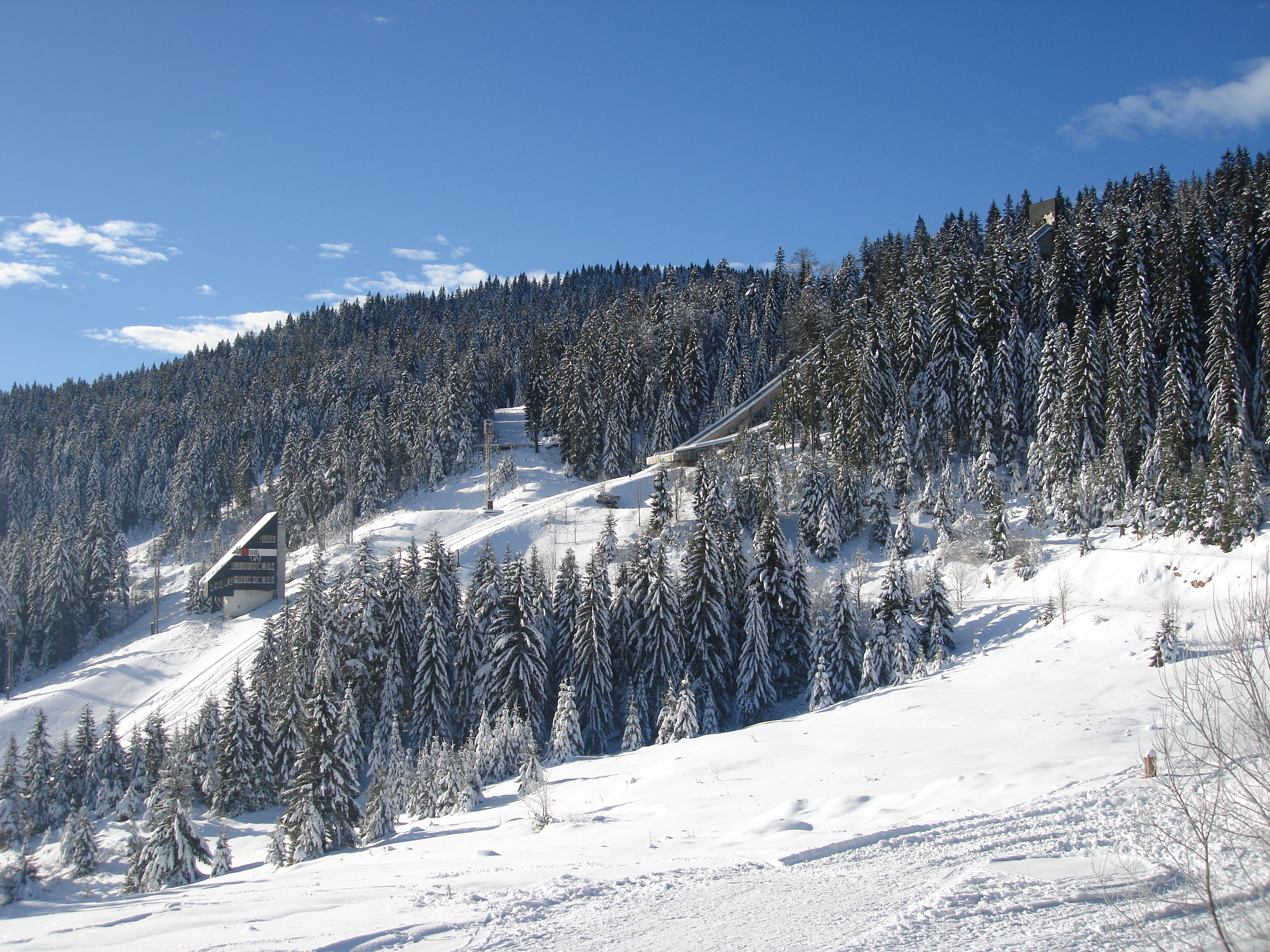
ボスニア・ヘルツェゴヴィナの観測史上最低気温を記録したイグマン山

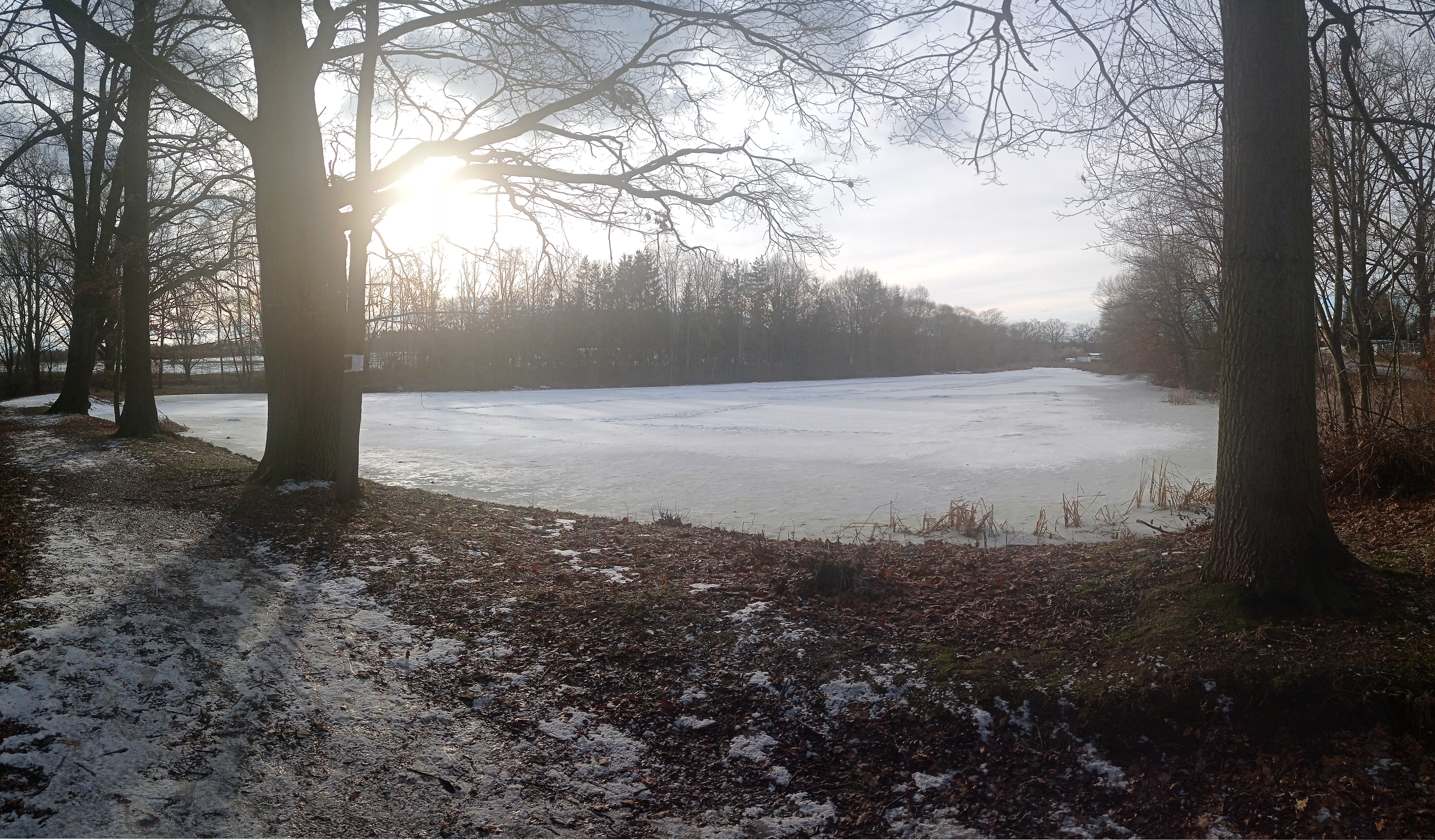
チェコの観測史上最低気温を記録したリトヴィーノヴィツェ

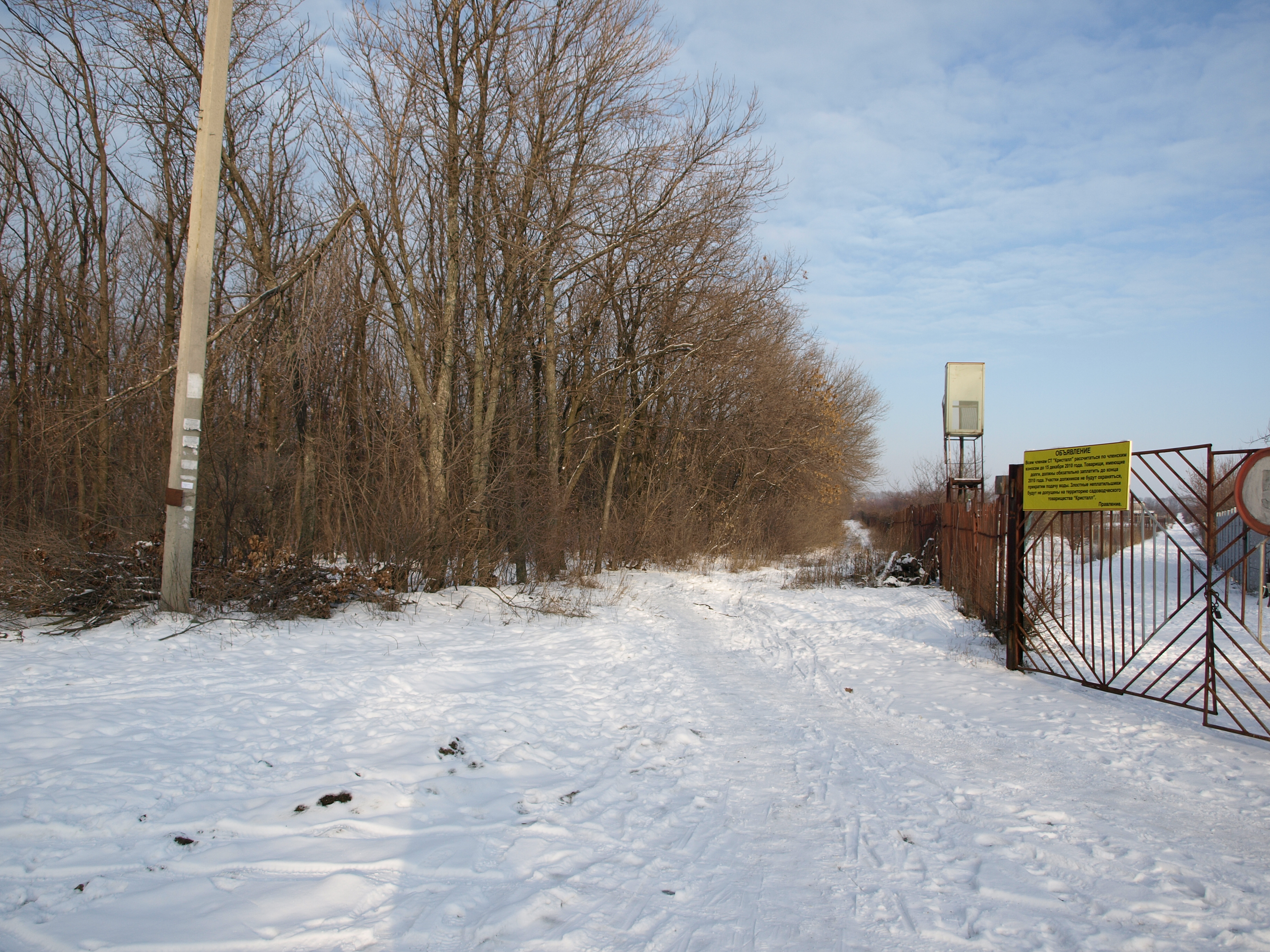
ウクライナの観測史上最低気温を記録したルハーンシク

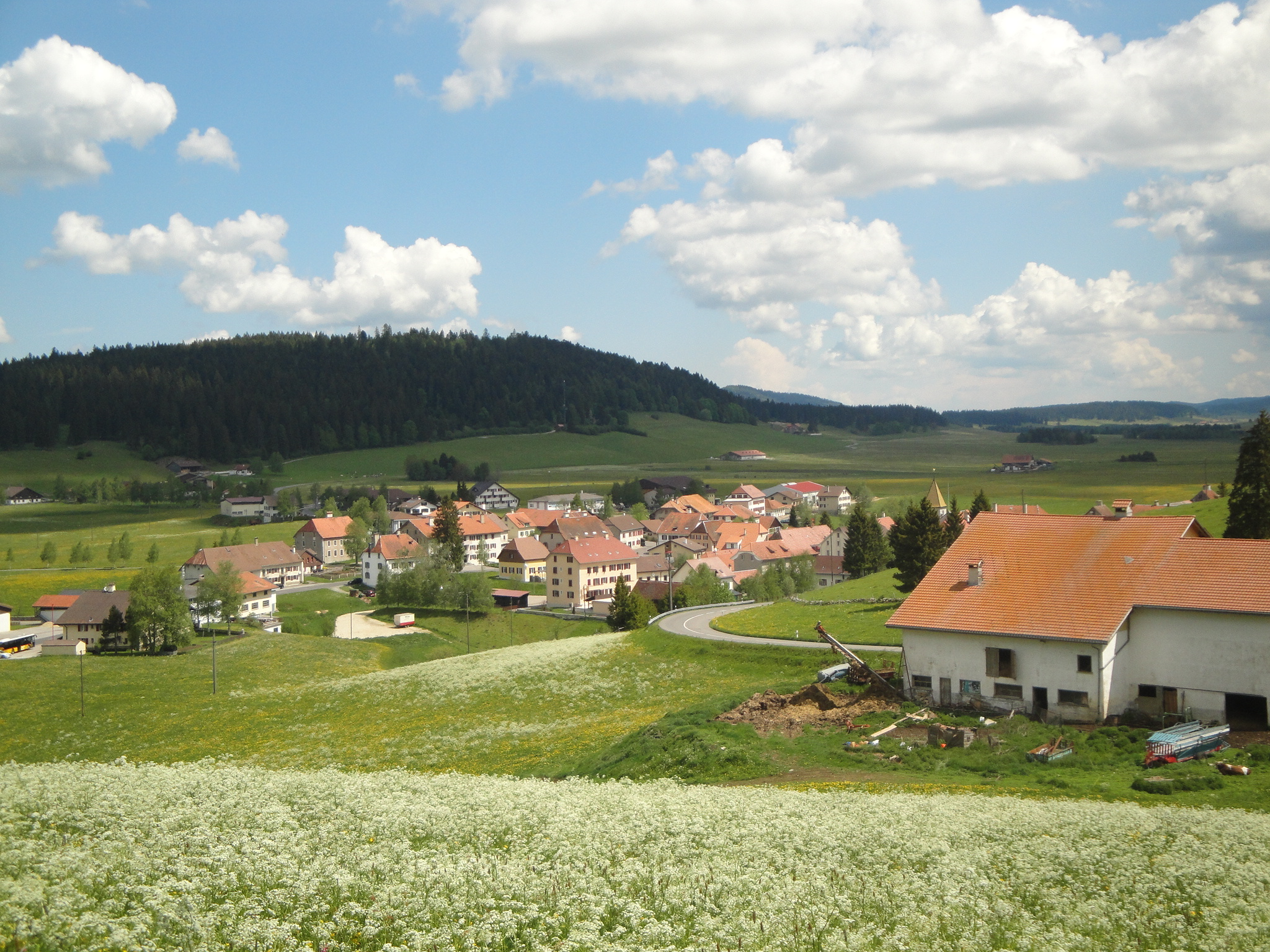
スイスの観測史上最低気温を記録したラ・ブレヴィーヌ

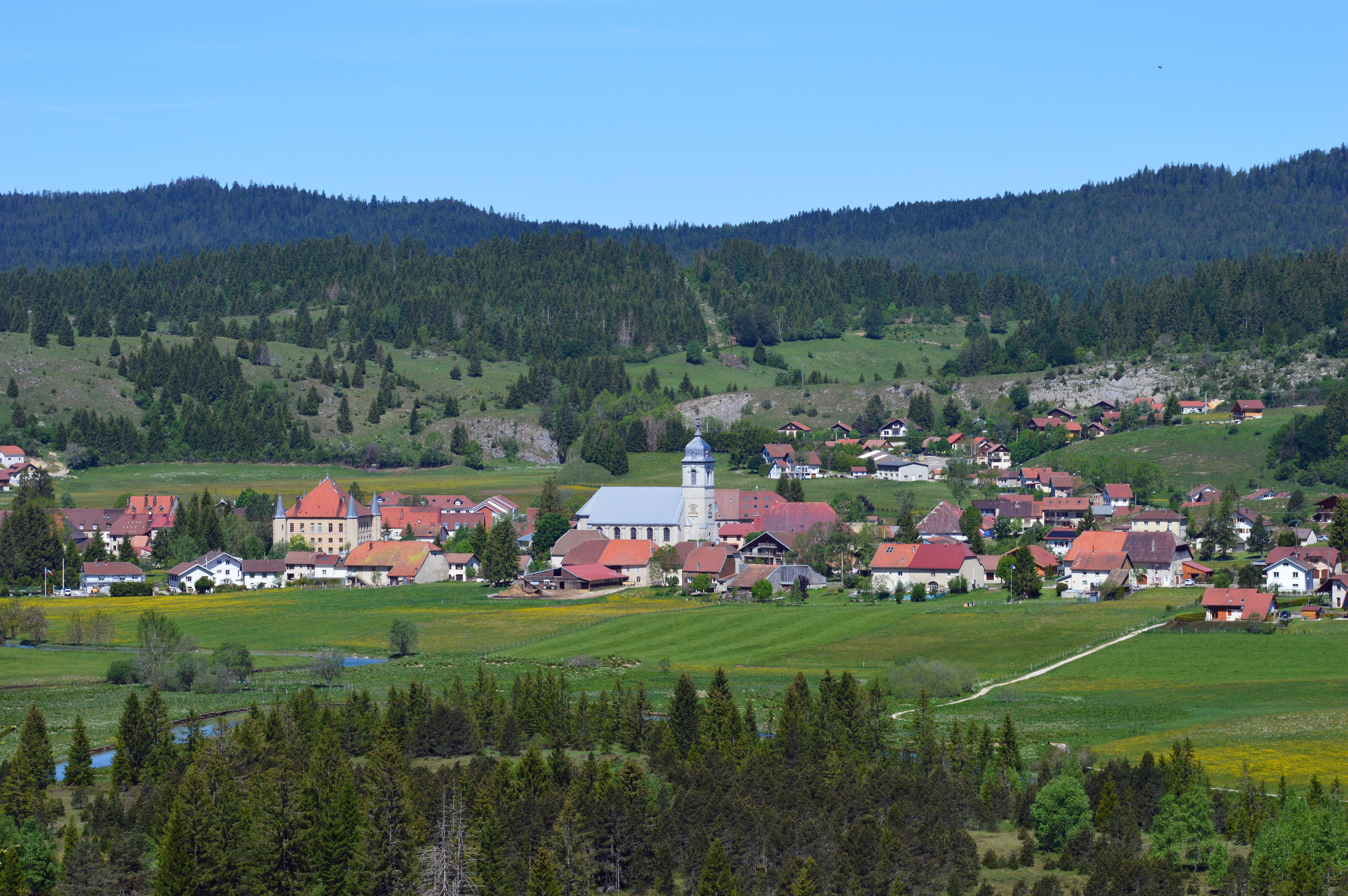
フランスの観測史上最低気温を記録したムート

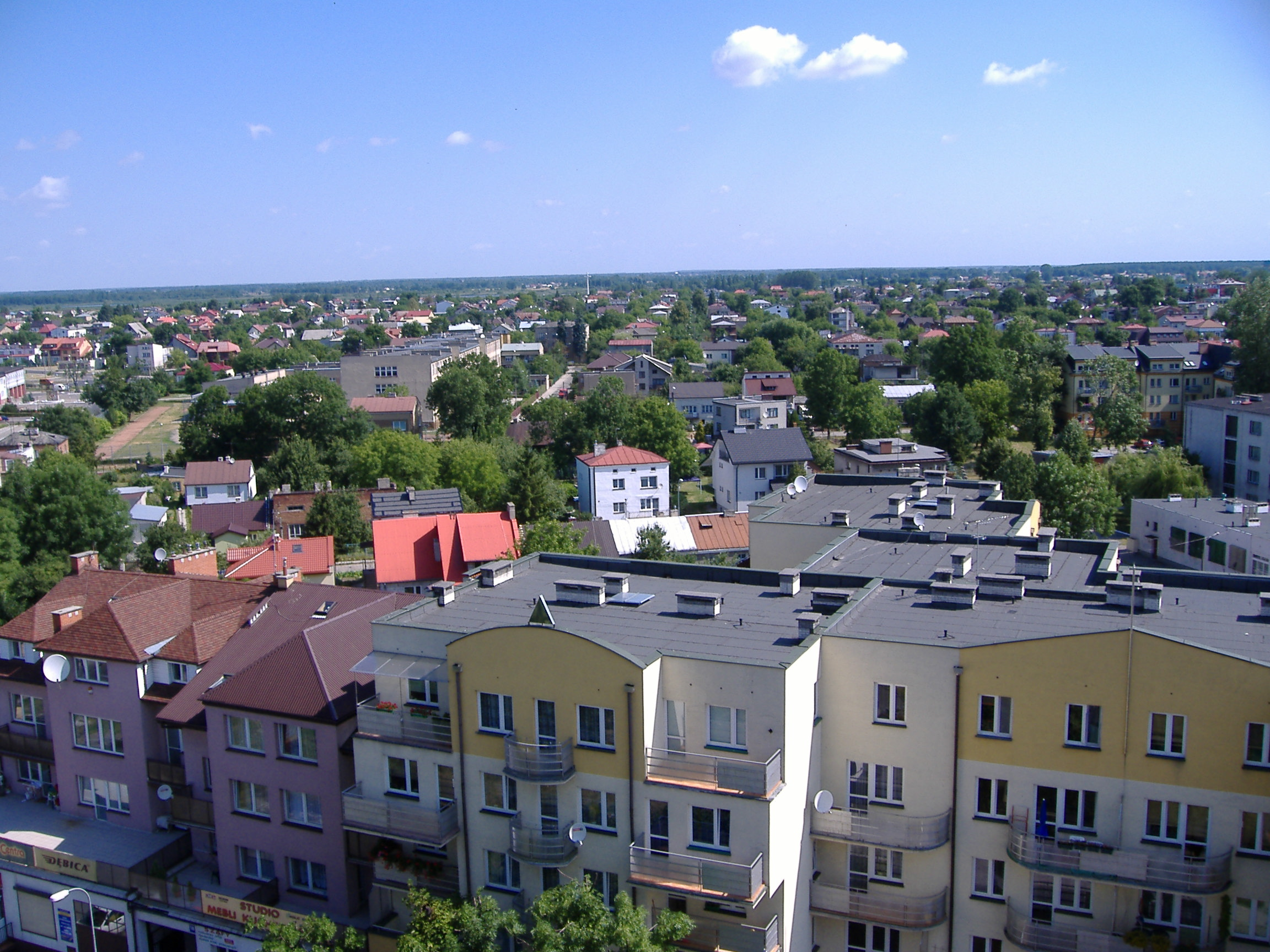
ポーランドの観測史上最低気温を記録したシェドルツェ

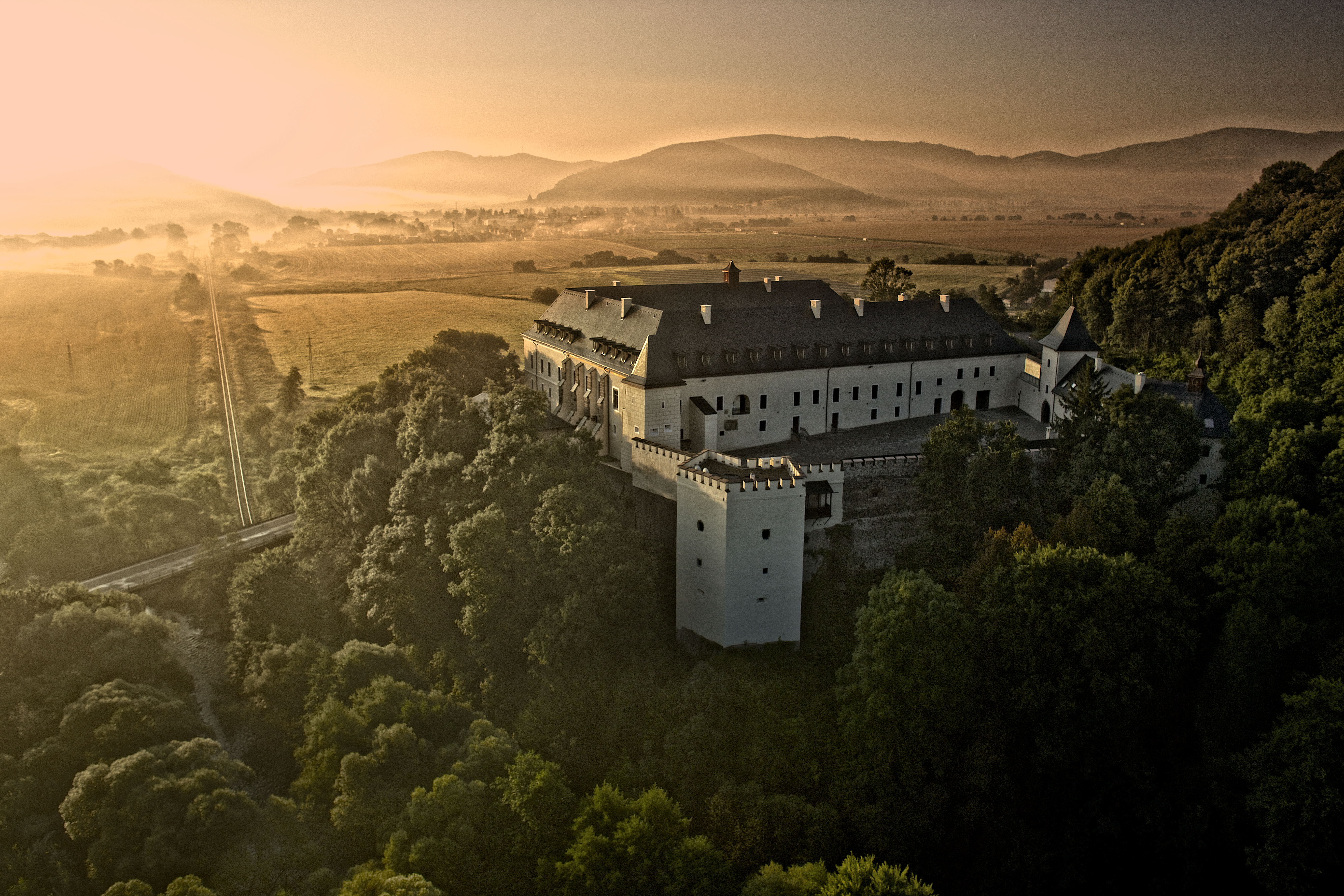
スロバキアの観測史上最低気温を記録したビグラス

| 国/地域                                                                                 | 気温   | 町/地点 | 年月日                                     |
| --------------------------------------------------------------------------------------- | ------ | --- | ------------------------------------------ |
| アルバニア                                                                              | -25.8℃ | 不明 | 不明                                       |
| オーストリア                                                                            | -52.6℃ | ニーダーエスターライヒ州モストフィアテル地域シャイプス地区グリューンロッホ山のシンクホール                                                                      | 1932年2月19日                              |
| ベラルーシ (当時はソビエト連邦のベラルーシ・ソビエト社会主義共和国)                     | -42.2℃ | ヴィーツェプスク州ウシャチスキー地区スラブノム | 1940年1月17日                              |
| ベルギー                                                                                | -30.1℃ | フランス語共同体ナミュール州ディナン地区ロシュフォールのレセ川の谷                                                                                              | 1940年1月20日                              |
| ボスニア・ヘルツェゴビナ (当時はユーゴスラビアのボスニア・ヘルツェゴビナ社会主義共和国) | -42.5℃ | ボスニア・ヘルツェゴビナ連邦サラエヴォ県トルノヴォ地区（イグマン山）                                                                                            | 1963年1月24日                              |
| ブルガリア                                                                              | -38.3℃ | ペルニク州トルン郡トルン | 1947年1月25日                              |
| クロアチア                                                                              | -34.6℃ | ダルマチア地方ザダル郡グラチャツ | 2003年1月13日                              |
| キプロス                                                                                | -16℃   | 不明 | 不明                                       |
| チェコ (当時は チェコスロバキアの一部)                                                  | -42.2℃ | 南ボヘミア州チェスケー・ブジェヨビツェ地区リトヴィーノヴィツェ                                                                                                  | 1929年2月11日                              |
| デンマーク                                                                              | -31.2℃ | 北ユラン地域ティステズ自治体 | 1982年1月8日                               |
| エストニア                                                                              | -43.5℃ | ヨゲヴァ県ヨゲヴァ教区ヨゲヴァ | 1940年1月17日                              |
| フィンランド                                                                            | -51.5℃ | ラッピ県フェルラップランド地区キッティラ市ポッカ | 1999年1月28日                              |
| フランス                                                                                | -41.0℃ | ブルゴーニュ＝フランシュ＝コンテ地域圏ドゥー県ポンタルリエ郡フラズネ小郡ムート                                                                                  | 1985年1月17日                              |
| ドイツ                                                                                  | -45.9℃ | バイエルン州ベルヒテスガーデナー・ラント郡（フンテン湖） | 2001年12月24日                             |
| ギリシャ                                                                                | -27.8℃ | 西マケドニア地方コザニ県エオルデア郡プトレマイス | 1963年1月27日                              |
| ハンガリー                                                                              | -35℃   | ハンガリー北部地方ボルショド・アバウーイ・ゼンプレーン県ミシュコルツ地区ミシュコルツ市ミシュコルツ・タポルツァ                                                  | 1940年2月16日                              |
| アイスランド (当時はデンマーク領)                                                       | -37.9℃ | 北東部選挙区北アイスランド東部地方ノルゾルシンク郡グリムズタジル                                                                                                | 1918年1月21日                              |
| アイルランド (当時はイギリスの一部)                                                     | -19.1℃ | コノート地方スライゴ県コルーニー（マークリー城） | 1881年1月16日                              |
| イタリア                                                                                | -49.6℃ | トレンティーノ＝アルト・アディジェ州トレント自治県（ペール・ディ・サン・マルティーノ山脈フラドゥスタ山）                                                        | 2013年2月10日                              |
| ラトビア (当時はソビエト連邦のラトビア・ソビエト社会主義共和国)                         | -43.2℃ | ダウガフピルス直轄市 | 1956年2月8日                               |
| リトアニア (当時はソビエト連邦のリトアニア・ソビエト社会主義共和国)                     | -42.9℃ | ウテナ郡ウテナ地区自治体ウテナ | 1956年2月1日                               |
| マルタ                                                                                  | 1.4℃   | マルタ島南部地域南部港湾地区ルアマルタ国際空港 | 1981年1月29日                              |
| モルドバ                                                                                | -35.5℃ | エジネツ地区ブラトゥシェニ | 1963年1月20日                              |
| オランダ (当時はナチス占領下のオランダ)                                                 | -27.4℃ | ヘルダーラント州ウィンタースウェイク | 1942年1月27日                              |
| 北マケドニア共和国 (当時はユーゴスラビアのマケドニア社会主義共和国)                     | -31.5℃ | 東部地方ベロヴォ自治体ベロヴォ | 1954年1月27日                              |
| ノルウェー (当時はスウェーデン＝ノルウェーの一部)                                       | -51.4℃ | ノールノルゲ（北部）地方トロムス・オ・フィンマルク県カラショーク                                                                                                | 1886年1月1日                               |
| ポーランド (当時はソビエト連邦の占領下)                                                 | -41.0℃ | マゾフシェ県シェドルツェ | 1940年1月11日                              |
| ポルトガル                                                                              | -16.0℃ | セントロ地方カステロ・ブランコ県コビリャン市ペーニャス・ダ・サウーデ ノルテ地方ブラガンサ県ミランダ・ド・ドウロ                                                 | 1945年1月16日、1954年2月5日                |
| ルーマニア                                                                              | -38.5℃ | ブラショフ県ボド | 1942年1月25日                              |
| ヨーロッパロシア (当時はソビエト連邦のロシア・ソビエト連邦社会主義共和国)               | -58.1℃ | コミ共和国ヴクチール郡ウスチ＝シュゲル | 1978年12月31日                             |
| セルビア                                                                                | -39.8℃ | シュマディヤ・西セルビア地域ズラティボル郡シェニカ地区カラジュリカ・ブナリ                                                                                      | 2006年1月26日                              |
| スロバキア (当時はチェコスロバキア)                                                     | -41.0℃ | バンスカー・ビストリツァ県テトヴァ地区ビグラス | 1929年2月11日                              |
| スロベニア (当時はユーゴスラビアのスロベニア人民共和国)                                 | -34.5℃ | ノトランスカ地方リトラル・ノトランスカ統計地域ロシュカ・ドリナ市バブノポリエ                                                                                    | 1956年2月15日 1956年2月16日 1968年1月13日  |
| スペイン                                                                                | -32℃   | カタルーニャ州リェイダ県パリャーズ・ジュサー郡ラ・トレ・デ・キャブレラ（エスタニー・ゲント）                                                                    | 1956年2月2日                               |
| スウェーデン                                                                            | -52.6℃ | ノールランド地域ラップランド地方ノールボッテン県アリエプローグ郡ヴオッガチョルメ                                                                                | 1966年2月2日                               |
| スイス                                                                                  | -41.8℃ | ヌーシャテル州山岳地区ラ・ブレヴィーヌ | 1987年1月12日                              |
| ウクライナ (当時はソビエト連邦のウクライナ社会主義ソビエト共和国)                       | -41.9℃ | ルハーンシク州（ルガンスク人民共和国の占領下）ルハーンシク郡ルハーンシク地区ルハーンシク                                                                        | 1935年1月8日                               |
| イギリス                                                                                | -27.2℃ | スコットランド・アバディーンシャー州アボイン・アッパーディーサイド・ドンサイド区マー・ロッジ・エステート地区ブリーマー スコットランド・サザランド州アルトナハラ | 1895年2月11日 1982年1月10日 1995年12月30日 |

### 北アメリカ
アンティグアはアンティグア・バーブーダのこと。

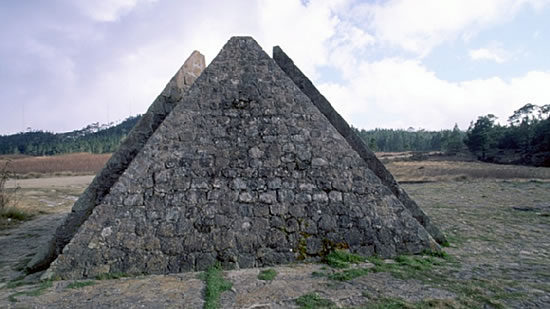
ドミニカ共和国の観測史上最低気温を記録したバレ・ヌエボ国立公園

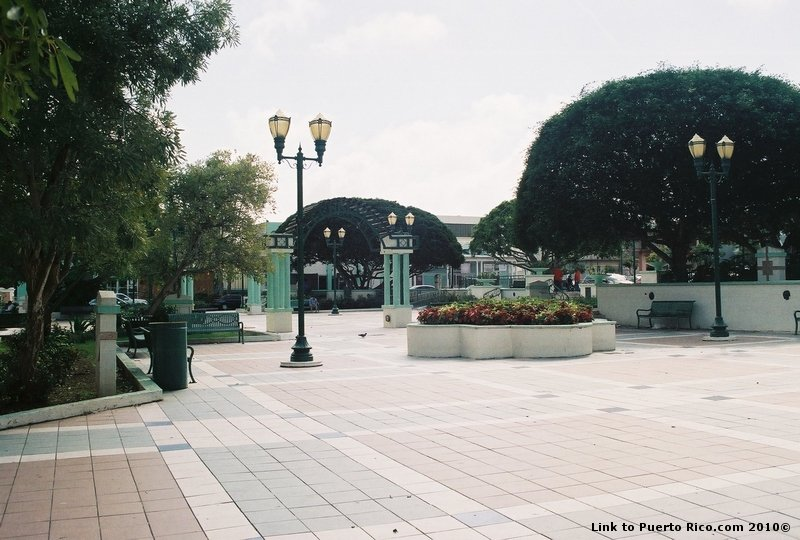
プエルトリコの観測史上最低気温を観測したアイボニト

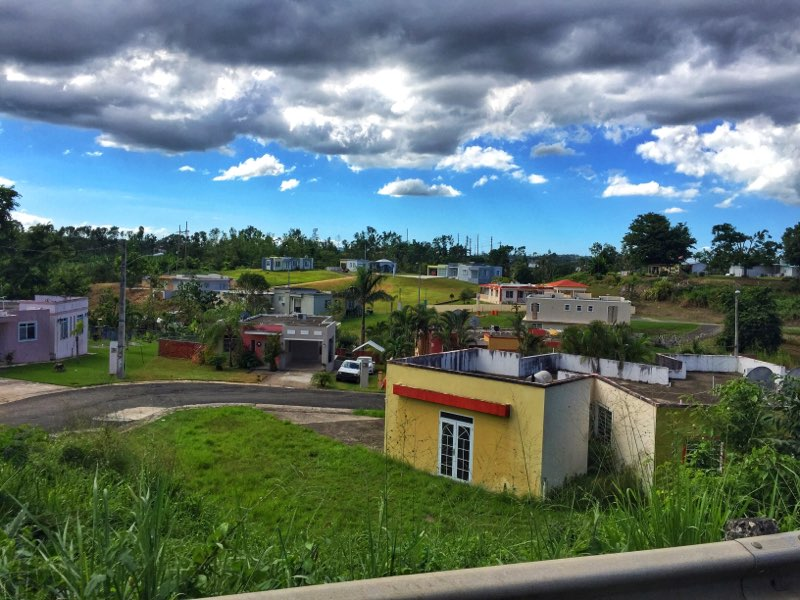
プエルトリコの観測史上最低気温を観測したサン・セバスティアン

| 国/地域                         | 気温   | 町/地点                                                          | 年月日                        |
| ------------------------------- | ------ | ---------------------------------------------------------------- | ----------------------------- |
| アンティグア・バーブーダ        | 16.1℃  | アンティグア島セントジョン教区セントジョンズ（VCバード国際空港） | 1974年12月31日、1976年1月28日 |
| カナダ                          | -63.0℃ | ユーコン準州スナッグ                                             | 1947年2月3日                  |
| ケイマン諸島                    | 11.1℃  | グランドケイマン島ジョージタウン（オーウェン・ロバーツ国際空港） | 不明                          |
| キューバ                        | 0.6℃   | マヤベケ州ハルコ地区バイノア                                     | 1996年2月18日                 |
| ドミニカ共和国                  | -7.0℃  | ラ・ベガ州コンスタンツァ郡（バレ・ヌエボ国立公園）               | 1983年1月17日                 |
| グリーンランド                  | -69.6℃ | 北東グリーンランド国立公園（クリンク自動気象観測所）             | 1991年12月22日                |
| グアテマラ                      | -11.5℃ | ケツァルテナンゴ県ケツァルテナンゴ近郊地区オリンテペケ           | 不明                          |
| マルティニーク                  | 14.1℃  | フォール＝ド＝フランス郡マルティニーク中央共同体ル・ラメンタン   | 1964年12月25日                |
| パナマ                          | 2.0℃   | チリキ県ティエラス・アルタス郡セロ・プンタ地区バジョ・グランデ   | 1995年2月20日                 |
| プエルトリコ                    | 4.4℃   | アイボニト自治体 サン・セバスティアン自治体                      | 1911年3月9日 1966年1月24日    |
| アメリカ領ヴァージン諸島        | 10.6℃  | セント・クロイ島アンナズ・ホープ                                 | 1954年1月31日                 |
| アメリカ · ( アラスカ州)        | -62.2℃ | ユーコン・コユクック国勢調査地域プロスペクト・クリーク           | 1971年1月23日                 |
| アメリカ · (アメリカ合衆国本土) | -56.7℃ | モンタナ州ルイスアンドクラーク郡ロジャーズ峠                     | 1954年1月20日                 |

### 南アメリカ

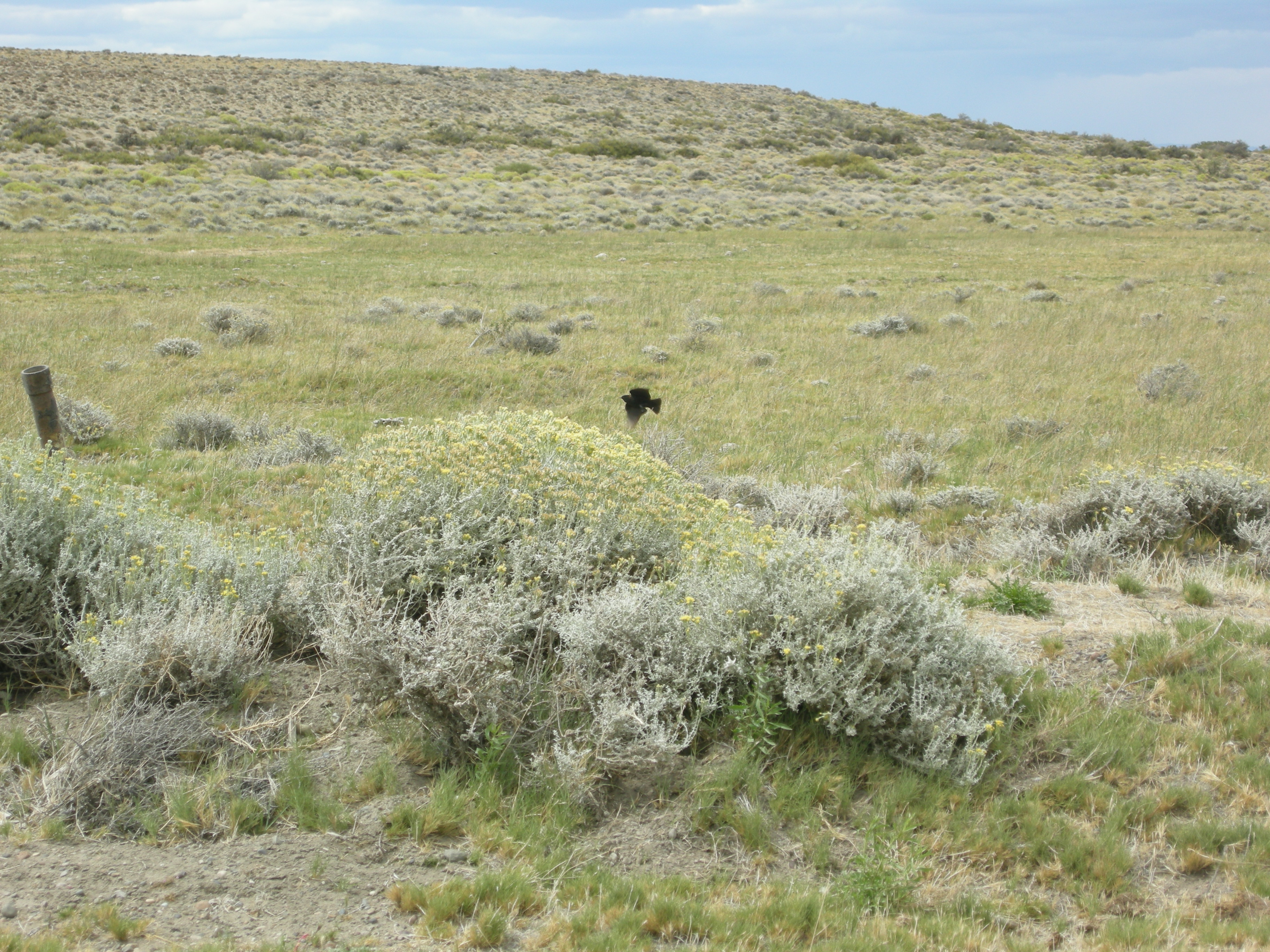
南アメリカの観測史上最低気温を記録したアルゼンチンのサルミエント

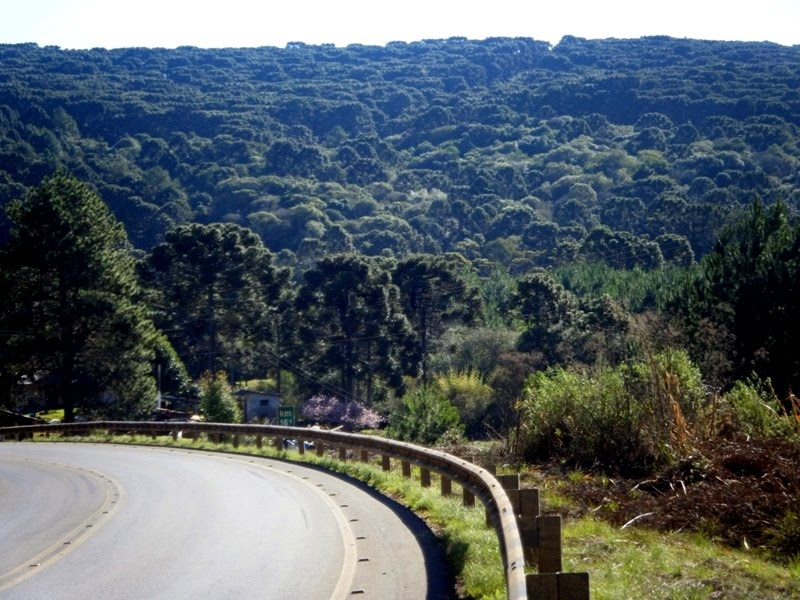
ブラジルの観測史上最低気温を記録したカサドル

| 国/地域          | 気温   | 町/地点                                                                    | 年月日         |
| ---------------- | ------ | -------------------------------------------------------------------------- | -------------- |
| アルゼンチン     | -32.8℃ | チュブ州サルミエント県サルミエント                                         | 1907年6月1日   |
| ブラジル         | -14.0℃ | 南部地域サンタカタリーナ州カサドル中間地域カサドル地区カサドル             | 1952年6月11日  |
| コロンビア       | –23.3℃ | サンタンデール県[首都郡/北ソト郡]トナ市パラモ・デ・ベルリン                | 1974年12月11日 |
| フランス領ギアナ | 16.9℃  | サン＝ローラン＝デュ＝マロニ郡マリパソエラ                                 | 1964年1月23日  |
| パラグアイ       | -7.5℃  | ボケローン県マリスカル・ホセ・フェリックス・エスティガリビア市プラッツギル | 2000年7月13日  |
| ペルー           | -25.2℃ | プーノ県エル・コジャオ郡サンタローザ地区マゾクルズ                         | 1966年6月30日  |
| ウルグアイ       | -11.0℃ | セロ・ラルゴ県メロ                                                         | 1967年6月14日  |
| キュラソー島     | 18.9℃  | ウィレムスタット                                                           | 2017年12月12日 |

### オセアニア

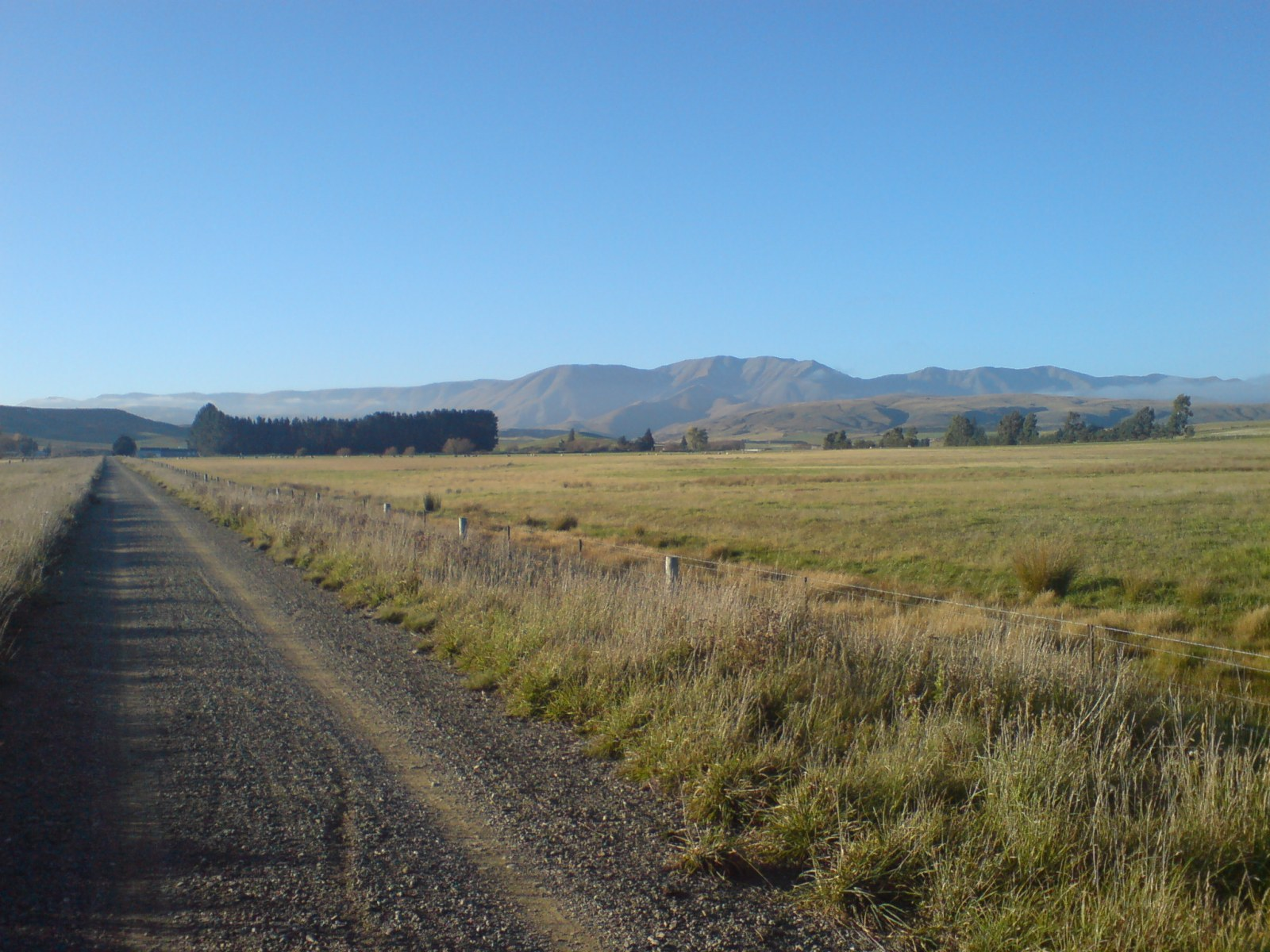
オセアニアの観測史上最低気温を記録したニュージーランドのランファーリー

| 国/地域                | 気温   | 町/地点                                                         | 年月日                      |
| ---------------------- | ------ | --------------------------------------------------------------- | --------------------------- |
| オーストラリア         | -23.0℃ | ニューサウスウェールズ州スノーウィー山脈地域シャーロット・パス  | 1994年6月29日               |
| アメリカ · ( ハワイ州) | -11.1℃ | ハワイ郡ハマクア地区（ハワイ島マウナケア山）                    | 1979年5月17日               |
| ニュージーランド       | -25.6℃ | オタゴ地方中央オタゴ地区マニオトト区ランファーリー              | 1903年7月18日               |
| サモア                 | 11.1℃  | ウポル島トゥアマサンガ地区アフィアマル                          | 1971年9月29日               |
| ソロモン諸島           | 17.0℃  | レンネル・ベローナ州レンネル島（詳細な場所は不明） 同島ティゴア | 2016年6月上旬 2016年6月30日 |

## その他

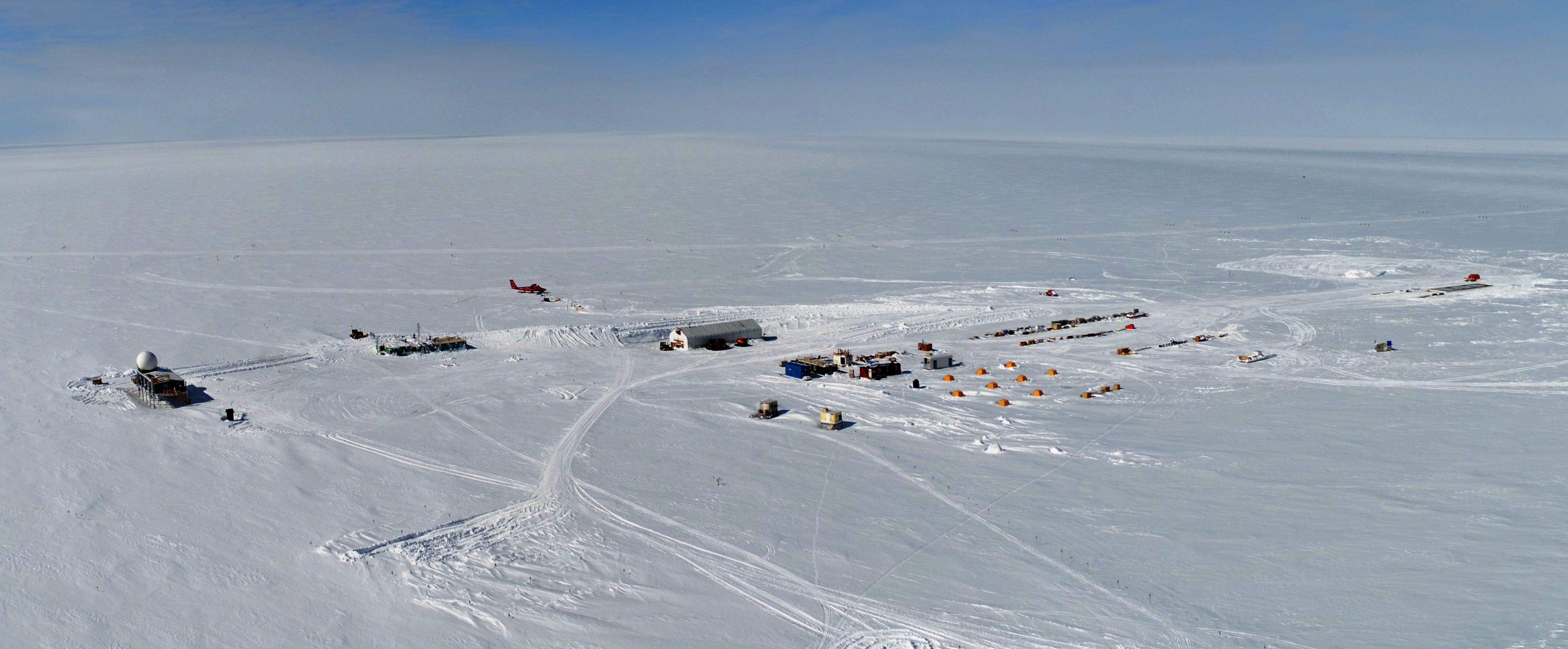
北半球の7月の観測史上最低気温を記録したグリーンランドのサミットキャンプ

- 北半球の7月の観測史上最低気温: -33℃;グリーンランド・北東グリーンランド国立公園サミットキャンプ（英語版）、2017年7月4日[135]。